# 1965
| [ Edytuj tabelę ]                                                | |
| Przewodniczący Rady Państwa                                      | - 1964 Edward Ochab 1968 |
| Premier Polski                                                   | - 1954 Józef Cyrankiewicz 1970 |
| Prezydent Polski na uchodźstwie                                  | - 1947 August Zaleski 1972 |
| Premier rządu RP na uchodźstwie                                  | - 1955 Antoni Pająk 1965 - 1965 Aleksander Zawisza 1970 |
| I sekretarz KC PZPR                                              | - 1956 Władysław Gomułka 1970 |
| Król Afganistanu                                                 | - 1933 Mohammad Zaher Szah 1973 |
| Premier Afganistanu                                              | - 1963 Mohammad Jusuf Chan 1965 - 1965 Mohammad Haszim Majwandwal 1967                                                                                                |
| Przywódca Albanii                                                | - 1944 Enver Hoxha 1985 |
| Premier Albanii                                                  | - 1954 Mehmet Shehu 1981 |
| Prezydent Algierii                                               | - 1963 Ahmad Ben Bella 1965 - 1965 Huari Bumedien 1978 |
| Premier Algierii                                                 | - 1963 urząd zniesiony 1979 |
| Współksiążęta Andory                                             | - 1943 Ramón Iglesias i Navarri 1969 - 1959 Charles de Gaulle 1969 |
| Król Arabii Saudyjskiej                                          | - 1964 Fajsal ibn Abd al-Aziz Al Su’ud 1975 |
| Prezydent Argentyny                                              | - 1963 Arturo Umberto Illia 1966 |
| Premier Australii                                                | - 1949 Robert Menzies 1966 |
| Prezydent Austrii                                                | - 1957 Adolf Schärf 1965 - 1965 Franz Jonas 1974 |
| Kanclerz Austrii                                                 | - 1964 Josef Klaus 1970 |
| Przewodniczący Zjednoczonej Rady Rewolucyjnej Birmy              | - 1962 Ne Win 1974 |
| Premier Birmy                                                    | - 1962 Ne Win 1974 |
| Król Belgów                                                      | - 1951 Baudouin 1993 |
| Premier Belgii                                                   | - 1961 Théodore Lefèvre 1965 - 1965 Pierre Harmel 1966 |
| Prezydent Beninu                                                 | - 1964 Sourou-Migan Apithy 1965 - 1965 Justin Ahomadégbé-Tomêtin 1965 - 1965 Tahirou Congacou 1965 - 1965 Christophe Soglo 1967                                       |
| Król Bhutanu                                                     | - 1952 Jigme Dorji Wangchuck 1972 |
| Premier Bhutanu                                                  | - 1964 urząd zniesiony 1998 |
| Prezydent Boliwii                                                | - 1964 Alfredo Ovando Candía 1966 - 1964 René Barrientos Ortuño 1969                                                                                                  |
| Prezydent Brazylii                                               | - 1964 Humberto de Alencar Castelo Branco 1967 |
| Sułtan Brunei                                                    | - 1950 Omar Ali Saifuddien III 1967 |
| Przywódca Bułgarii                                               | - 1954 Todor Żiwkow 1989 |
| Premier Bułgarii                                                 | - 1962 Todor Żiwkow 1971 |
| Król Burundi                                                     | - 1962 Mwambutsa IV 1966 |
| Premier Burundi                                                  | - 1964 Albin Nyamoya 1965 - 1965 Pierre Ngendandumwe 1965 - 1965 Pié Masumbuko (p.o.) 1965 - 1965 Joseph Bamina 1965 - 1965 Léopold Biha 1966                         |
| Prezydent Chile                                                  | - 1964 Eduardo Frei 1970 |
| Przewodniczący ChRL                                              | - 1959 Liu Shaoqi 1968 |
| Premier Chin                                                     | - 1949 Zhou Enlai 1976 |
| Prezydent Cypru                                                  | - 1960 Michail Muskos 1974 |
| Prezydent Czadu                                                  | - 1960 François Tombalbaye 1975 |
| Premier Czadu                                                    | - 1960 urząd zniesiony 1978 |
| Prezydent Czechosłowacji                                         | - 1957 Antonín Novotný 1968 |
| Premier Czechosłowacji                                           | - 1963 Jozef Lenárt 1968 |
| Król Danii                                                       | - 1947 Fryderyk IX 1972 |
| Premier Danii                                                    | - 1962 Jens Otto Krag 1968 |
| Prezydent DR Konga                                               | - 1960 Joseph Kasavubu 1965 - 1965 Joseph-Désiré Mobutu 1971 |
| Dalajlama                                                        | - 1940 Tenzin Gjaco |
| Prezydent Dominikany                                             | - 1965 José Rafael Molina Ureña (tymcz.) 1965 - 1965 Pedro Bartolomé Benoit (tymcz.) 1965 - 1965 Antonio Imbert Barrera 1965 - 1965 Héctor García-Godoy (tymcz.) 1966 |
| Prezydent Egiptu                                                 | - 1961 Gamal Abdel Naser 1970 |
| Premier Egiptu                                                   | - 1962 Ali Sabri 1965 - 1965 Zakarijja Muhji ad-Din 1966 |
| Prezydent Ekwadoru                                               | - 1963 Ramón Castro Jijón 1966 |
| Cesarz Etiopii                                                   | - 1941 Hajle Syllasje 1974 |
| Premier Etiopii                                                  | - 1961 Aklilu Habte-Ueld 1974 |
| Przew. Komisji Europejskiej                                      | - 1958 Walter Hallstein (Niemcy) 1967 |
| Prezydent Filipin                                                | - 1961 Diosdado Macapagal 1965 - 1965 Ferdinand Marcos 1986 |
| Prezydent Finlandii                                              | - 1956 Urho Kekkonen 1981 |
| Premier Finlandii                                                | - 1964 Johannes Virolainen 1966 |
| Prezydent Francji                                                | - 1959 Charles de Gaulle 1969 |
| Premier Francji                                                  | - 1962 Georges Pompidou 1968 |
| Prezydent Gabonu                                                 | - 1964 Léon M’ba 1967 |
| Premier Gabonu                                                   | - 1961 urząd zniesiony 1975 |
| Prezydent Ghany                                                  | - 1960 Kwame Nkrumah 1966 |
| Prezydent Górnej Wolty                                           | - 1960 Maurice Yaméogo 1966 |
| Król Grecji                                                      | - 1964 Konstantyn II 1973 |
| Premier Grecji                                                   | - 1964 Jeorjos Papandreu 1965 - 1965 Jeorjos Atanasiadis-Nowas 1965 - 1965 Ilias Tsirimokos 1965 - 1965 Stefanos Stefanopulos 1966                                    |
| Premier Gujany                                                   | - 1964 Forbes Burnham 1980 |
| Prezydent Gwatemali                                              | - 1963 Enrique Peralta Azurdia 1966 |
| Prezydent Gwinei                                                 | - 1958 Ahmed Sekou Touré 1984 |
| Prezydent Haiti                                                  | - 1957 François Duvalier 1971 |
| Regent Hiszpanii                                                 | - 1947 Francisco Franco 1975 |
| Premier Hiszpanii                                                | - 1939 Francisco Franco 1973 |
| Król Holandii                                                    | - 1948 Juliana 1980 |
| Premier Holandii                                                 | - 1963 Victor Marijnen 1965 - 1965 Jo Cals 1966 |
| Prezydent Hondurasu                                              | - 1963 Oswaldo López Arellano 1971 |
| Szach Iranu                                                      | - 1941 Mohammad Reza Pahlawi 1979 |
| Premier Iranu                                                    | - 1964 Hasan Ali Mansur 1965 - 1965 Amir Abbas Howejda 1977 |
| Prezydent Iraku                                                  | - 1963 Abd as-Salam Arif 1966 |
| Premier Iraku                                                    | - 1963 Tahir Jahja 1965 - 1965 Arif Abd ar-Razzak 1965 - 1965 Abd ar-Rahman al-Bazzaz 1966                                                                            |
| Prezydent Indii                                                  | - 1962 Sarvepalli Radhakrishnan 1968 |
| Premier Indii                                                    | - 1964 Lal Bahadur Shastri 1966 |
| Prezydent Indonezji                                              | - 1945 Sukarno 1967 |
| Prezydent Irlandii                                               | - 1959 Éamon de Valera 1973 |
| Premier Irlandii                                                 | - 1959 Seán Lemass 1966 |
| Prezydent Islandii                                               | - 1952 Ásgeir Ásgeirsson 1968 |
| Premier Islandii                                                 | - 1963 Bjarni Benediktsson (p.o) 1970 |
| Prezydent Izraela                                                | - 1963 Zalman Szazar 1973 |
| Premier Izraela                                                  | - 1963 Lewi Eszkol 1969 |
| Premier Jamajki                                                  | - 1962 Alexander Bustamante 1967 |
| Cesarz Japonii                                                   | - 1926 Hirohito 1989 |
| Premier Japonii                                                  | - 1964 Eisaku Satō 1972 |
| Prezydent Jemenu Północnego                                      | - 1962 Abd Allah as-Sallal 1967 |
| Król Jordanii                                                    | - 1952 Husajn 1999 |
| Premier Jordanii                                                 | - 1964 Bahdżat at-Talhuni 1965 - 1965 Wasfi at-Tall 1967 |
| Prezydent Jugosławii                                             | - 1953 Josip Broz Tito 1980 |
| Premier Jugosławii                                               | - 1963 Petar Stambolić 1967 |
| Król Kambodży                                                    | - 1960 Sisowath Kossamak (ceremonialna głowa państwa) 1970 - 1960 Norodom Sihanouk (szef państwa) 1970                                                                |
| Premier Kambodży                                                 | - 1962 Norodom Kantol 1966 |
| Prezydent Kamerunu                                               | - 1960 Ahmadou Ahidjo 1982 |
| Premier Kanady                                                   | - 1963 Lester Pearson 1968 |
| Emir Kataru                                                      | - 1960 Ali ibn Abd Allah Al Sani 1971 |
| Prezydent Kenii                                                  | - 1964 Jomo Kenyatta 1978 |
| Prezydent Kolumbii                                               | - 1962 Guillermo León Valencia 1966 |
| Prezydent Konga                                                  | - 1963 Alphonse Massamba-Débat 1968 |
| Premier Konga                                                    | - 1963 Pascal Lissouba 1966 |
| Patriarcha Konstantynopola                                       | - 1948 Atenagoras I 1972 |
| Prezydent Korei Południowej                                      | - 1963 Park Chung-hee 1979 |
| Premier Korei Południowej                                        | - 1964 Chung Il-kwon 1970 |
| Premier KRLD                                                     | - 1948 Kim Il Sŏng 1972 |
| Prezydent Kostaryki                                              | - 1962 Francisco Orlich Bolmarcich 1966 |
| Prezydent Kuby                                                   | - 1959 Osvaldo Dorticós Torrado 1976 |
| Premier Kuby                                                     | - 1959 Fidel Castro 1976 |
| Emir Kuwejtu                                                     | - 1961 Abd Allah III 1965 - 1965 Sabah III 1977 |
| Premier Kuwejtu                                                  | - 1963 Sabah as-Salim as-Sabah 1965 - 1965 Dżabir al-Ahmad al-Dżabir as-Sabah 1978                                                                                    |
| Król Laosu                                                       | - 1959 Savang Vatthana 1975 |
| Premier Lesotho                                                  | - 1965 Nehemia Maseribane 1965 - 1965 Leabua Jonathan 1986 |
| Prezydent Libanu                                                 | - 1964 Charles Hélou 1970 |
| Premier Libanu                                                   | - 1964 Hussajn Oueini 1965 - 1965 Raszid Karami 1966 |
| Prezydent Liberii                                                | - 1944 William Tubman 1971 |
| Król Libii                                                       | - 1951 Idris I 1969 |
| Premier Libii                                                    | - 1964 Mahmud al-Muntasir 1965 - 1965 Husajn Mazik 1967 |
| Książę Liechtensteinu                                            | - 1938 Franciszek Józef II 1989 |
| Premier Liechtensteinu                                           | - 1962 Gerard Batliner 1970 |
| Premier Litwyna emigracji                                        | - 1940 Stasys Lozoraitis 1983 |
| Wielki książę Luksemburga                                        | - 1964 Jan 2000 |
| Premier Luksemburga                                              | - 1959 Pierre Werner 1974 |
| Prezydent Madagaskaru                                            | - 1960 Philibert Tsiranana 1972 |
| Sułtan Malediwów                                                 | - 1965 Muhammad Fareed Didi 1968 |
| Król Malezji                                                     | - 1960 Putra 1965 - 1965 Ismail Nasiruddin 1970 |
| Premier Malezji                                                  | - 1957 Tunku Abdul Rahman 1970 |
| Prezydent Mali                                                   | - 1960 Modibo Keïta 1968 |
| Premier Mali                                                     | - 1960 Modibo Keïta 1965 - 1965 urząd zniesiony 1968 |
| Premier Malty                                                    | - 1962 George Borg Olivier 1971 |
| Król Maroka                                                      | - 1961 Hassan II 1999 |
| Premier Maroka                                                   | - 1963 Ahmed Bahnini 1965 - 1965 wakat 1967 |
| Prezydent Mauretanii                                             | - 1960 Muchtar wuld Dadda 1978 |
| Premier Mauretanii                                               | - 1961 urząd zniesiony 1979 |
| Prezydent Meksyku                                                | - 1964 Gustavo Díaz Ordaz 1970 |
| Książę Monako                                                    | - 1949 Rainier III 2005 |
| Minister stanu Monako                                            | - 1963 Jean Émile Reymond 1966 |
| Przewodniczący Prezydium Wielkiego Churału Ludowego Mongolii     | - 1960 Dżamsrangijn Sambuu 1972 |
| Premier Mongolii                                                 | - 1952 Jumdżaagijn Cedenbal 1974 |
| Sekretarz generalny NATO                                         | - 1964 Manlio Brosio (Włochy) 1971 |
| Król Nepalu                                                      | - 1955 Mahendra 1972 |
| Premier Nepalu                                                   | - 1964 Tulsi Giri 1965 - 1965 Surya Bahadur Thapa 1969 |
| Prezydent Niemiec                                                | - 1959 Heinrich Lübke 1969 |
| Kanclerz Niemiec                                                 | - 1963 Ludwig Erhard 1966 |
| Prezydent Nigru                                                  | - 1960 Hamani Diori 1974 |
| Prezydent Nigerii                                                | - 1963 Nnamdi Azikiwe 1966 |
| Prezydent Nikaragui                                              | - 1963 René Schick 1966 |
| Król Norwegii                                                    | - 1957 Olaf V 1991 |
| Premier Norwegii                                                 | - 1963 Einar Gerhardsen 1965 - 1965 Per Borten 1971 |
| Premier Nowej Zelandii                                           | - 1960 Keith Holyoake 1972 |
| Przewodniczący Rady Państwa NRD                                  | - 1960 Walter Ulbricht 1973 |
| Premier NRD                                                      | - 1964 Willi Stoph 1973 |
| Sułtan Omanu                                                     | - 1932 Sa’id ibn Tajmur 1970 |
| Sekretarz generalny ONZ                                          | - 1961 U Thant (Birma) 1971 |
| Prezydent Pakistanu                                              | - 1958 Muhammad Ayub Khan 1969 |
| Premier Pakistanu                                                | - 1958 urząd zniesiony 1971 |
| Prezydent Panamy                                                 | - 1964 Marco Aurelio Robles 1968 |
| Papież                                                           | - 1963 Paweł VI 1978 |
| Prezydent Paragwaju                                              | - 1954 gen. Alfredo Stroessner 1989 |
| Prezydent Peru                                                   | - 1963 Fernando Belaúnde Terry 1968 |
| Prezydent Południowej Afryki                                     | - 1961 Charles Swart 1967 |
| Premier Południowej Afryki                                       | - 1958 Hendrik Frensch Verwoerd 1966 |
| Prezydent Portugalii                                             | - 1958 Américo Tomás 1974 |
| Premier Portugalii                                               | - 1932 António de Oliveira Salazar 1968 |
| Sekretarz generalny Rady Europy                                  | - 1964 Peter Smithers (Wielka Brytania) 1969 |
| Prezydent Republiki Środkowoafrykańskiej                         | - 1960 David Dacko 1966 |
| Premier Republiki Środkowoafrykańskiej                           | - 1960 urząd zniesiony 1975 |
| Premier Rodezji                                                  | - 1965 Ian Smith 1979 |
| Prezydent Rumunii                                                | - 1961 Gheorghe Gheorghiu-Dej 1965 - 1965 Chivu Stoica 1967 |
| Premier Rumunii                                                  | - 1961 Ion Gheorghe Maurer 1974 |
| Prezydent Rwandy                                                 | - 1962 Grégoire Kayibanda 1973 |
| Prezydent Salwadoru                                              | - 1962 Julio Adalberto Rivera Carballo 1967 |
| O le Ao o le Malo Samoa                                          | - 1962 Malietoa Tanumafili II 2007 |
| Premier Samoa                                                    | - 1959 Mataʻafa Mulinuʻu II 1970 |
| Kapitanowie regenci San Marino                                   | - 1964 Giuseppe Micheloni Pier Marino Mularoni 1965 - 1965 Ferruccio Piva Federico Carattoni 1965 - 1965 Alvaro Casali Pietro Reffi 1966                              |
| Sekretarz Stanu do spraw Politycznych i Zagranicznych San Marino | - 1957 Federico Bigi 1972 |
| Prezydent Senegalu                                               | - 1960 Léopold Sédar Senghor 1980 |
| Premier Senegalu                                                 | - 1962 urząd zniesiony 1970 |
| Premier Sierra Leone                                             | - 1964 Albert Margai 1967 |
| Prezydent Singapuru                                              | - 1965 Encik Yusof bin Ishak 1970 |
| Premier Singapuru                                                | - 1965 Lee Kuan Yew 1990 |
| Prezydent Somalii                                                | - 1960 Aden Abdullah Osman Daar 1967 |
| Premier Somalii                                                  | - 1964 Abdirizak Haji Hussein 1967 |
| Premier Sri Lanki                                                | - 1960 Sirimavo Bandaranaike 1965 - 1965 Dudley Shelton Senanayake 1970                                                                                               |
| Prezydent Sudanu                                                 | - 1965 Isma’il al-Azhari 1969 |
| Premier Sudanu                                                   | - 1964 Sirr al-Chatim al-Chalifa 1965 - 1965 Muhammad Ahmad al-Mahdżub 1966                                                                                           |
| Prezydent Syrii                                                  | - 1963 Amin al-Hafiz 1966 |
| Premier Syrii                                                    | - 1964 Amin al-Hafiz 1965 - 1965 Jusuf Zu’ajjin 1965 |
| Prezydent Szwajcarii                                             | - 1965 Hans-Peter Tschudi 1965 |
| Król Szwecji                                                     | - 1950 Gustaw VI Adolf 1973 |
| Premier Szwecji                                                  | - 1946 Tage Erlander 1969 |
| Król Tajlandii                                                   | - 1946 Bhumibol Adulyadej 2016 |
| Premier Tajlandii                                                | - 1963 Thanom Kittikachorn 1973 |
| Prezydent Tajwanu                                                | - 1950 Czang Kaj-szek 1975 |
| Prezydent Tanzanii                                               | - 1964 Julius Nyerere 1985 |
| Prezydent Togo                                                   | - 1963 Nicolas Grunitzky 1967 |
| Premier Togo                                                     | - 1961 urząd zniesiony 1991 |
| Król Tonga                                                       | - 1918 Salote Tupou III 1965 - 1965 Taufaʻahau Tupou IV 2006 |
| Premier Tonga                                                    | - 1949 Taufaʻahau Tupou IV 1965 - 1965 Sione Ngū Manumataongo Uelingatoni 1991                                                                                        |
| Premier Trynidadu i Tobago                                       | - 1962 Eric Williams 1981 |
| Prezydent Tunezji                                                | - 1957 Habib Burgiba 1987 |
| Premier Tunezji                                                  | - 1957 urząd zniesiony 1969 |
| Prezydent Turcji                                                 | - 1960 Cemal Gürsel 1966 |
| Premier Turcji                                                   | - 1961 İsmet İnönü 1965 - 1965 Suat Hayri Ürgüplü 1965 - 1965 Süleyman Demirel 1971                                                                                   |
| Prezydent Ugandy                                                 | - 1962 Edward Mutesa 1966 |
| Premier Ugandy                                                   | - 1962 Milton Obote 1966 |
| Prezydent Urugwaju                                               | - 1955 Narodowa Rada Rządowa 1967 |
| Prezydent USA                                                    | - 1963 Lyndon B. Johnson 1969 |
| Prezydent Wenezueli                                              | - 1964 Raúl Leoni 1969 |
| Prezydent Węgier                                                 | - 1952 István Dobi 1967 |
| Premier Węgier                                                   | - 1961 János Kádár 1965 - 1965 Gyula Kállai 1967 |
| Monarcha Wielkiej Brytanii                                       | - 1952 Elżbieta II 2022 |
| Premier Wielkiej Brytanii                                        | - 1964 Harold Wilson 1970 |
| Prezydent Wietnamu Północnego                                    | - 1945 Hồ Chí Minh 1969 |
| Premier Wietnamu Północnego                                      | - 1955 Phạm Văn Đồng 1976 |
| Prezydent Wietnamu Południowego                                  | - 1964 Phan Khắc Sửu 1965 - 1965 Nguyễn Văn Thiệu 1975 |
| Premier Wietnamu Południowego                                    | - 1964 Trần Văn Hương 1965 - 1965 Nguyễn Xuân Oánh 1965 - 1965 Phan Huy Quát 1965 - 1965 Nguyễn Cao Kỳ 1967                                                           |
| Prezydent Włoch                                                  | - 1964 Giuseppe Saragat 1971 |
| Premier Włoch                                                    | - 1963 Aldo Moro 1968 |
| Prezydent WKS                                                    | - 1960 Félix Houphouët-Boigny 1993 |
| Premier WKS                                                      | - 1960 urząd zniesiony 1990 |
| Prezydent Zambii                                                 | - 1964 Kenneth Kaunda 1991 |
| Przywódca ZSRR                                                   | - 1964 Leonid Breżniew 1982 |
| Premier ZSRR                                                     | - 1964 Aleksiej Kosygin 1980 |

Rok 1965 / MCMLXV
stulecia: XIX wiek ~
XX wiek ~
XXI wiek

dziesięciolecia:
1930–1939 •
1940–1949 •
1950–1959 •
1960–1969
• 1970–1979
• 1980–1989
• 1990–1999

lata: 1955 «
1960 «
1961 «
1962 «
1963 «
1964 «
1965
» 1966
» 1967
» 1968
» 1969
» 1970
» 1975

## Rok 1965 ogłoszono
- Rokiem Świętym Jakubowym

## Wydarzenia w Polsce
- 1 stycznia:
  - wszedł w życie Kodeks cywilny i Kodeks rodzinny i opiekuńczy.
  - Dąbrowa Białostocka i Mońki uzyskały prawa miejskie[1].
- 5 stycznia – premiera 1. odcinka pierwszego polskiego serialu Barbara i Jan.
- 6 stycznia – premiera filmu Drewniany różaniec.
- 8 stycznia – Melchior Wańkowicz, mający do odbycia 1,5 roczną karę więzienia za współpracę z Radiem Wolna Europa, spotkał się z I sekretarzem KC PZPR Władysławem Gomułką.
- 13 stycznia – w kawiarni Nowy Świat w Warszawie zainaugurował działalność Kabaret Dudek.
- 25 stycznia – powstał zespół Czerwone Gitary.
- 26 stycznia – premiera filmu Zakochani są między nami.
- 2 lutego – wydanie wyroku śmierci Stanisławowi Wawrzeckiemu za zagarnięcie mienia społecznego (w tzw. aferze mięsnej).
- 9 lutego – premiera filmu Wojciecha Hasa Rękopis znaleziony w Saragossie według powieści Jana Potockiego.
- 18 lutego – premiera filmu Późne popołudnie.
- 21 lutego – Warszawa: otwarto nowy budynek Filharmonii Narodowej.
- 22 lutego – rozpoczął się VII Międzynarodowy Konkurs Pianistyczny im. Fryderyka Chopina.
- 23 lutego – otwarto Ogród Botaniczny w Lublinie.
- 12 marca – premiera filmu Życie raz jeszcze.
- 13 marca – Argentynka Martha Argerich została zwyciężczynią VII Międzynarodowego Konkursu Pianistycznego im. Fryderyka Chopina.
- 15 marca – otwarto Szpital Wojewódzki w Zgierzu.
- 18 marca – Jacek Kuroń i Karol Modzelewski opublikowali list otwarty do członków PZPR[2].
- 31 marca – prof. Wiktor Bross przeprowadził pierwszą w Polsce próbę transplantacji nerki pobranej ze zwłok.
- 5–9 kwietnia – wizyta w Polsce I sekretarza KC KPZR Leonida Breżniewa.
- 8 kwietnia – podpisanie układu o przyjaźni, współpracy i wzajemnej pomocy.
- 11 kwietnia – otwarto Stadion żużlowy im. Zbigniewa Podleckiego w Gdańsku.
- 18 kwietnia – w Warszawie w pierwszym w historii wzajemnym meczu rozegranym w ramach eliminacji do piłkarskich mistrzostw świata Polska zremisowała bezbramkowo z Włochami.
- 9 maja – otwarto Muzeum Uzbrojenia w Poznaniu.
- 19 maja – Polska ratyfikowała Konwencję wiedeńską o stosunkach dyplomatycznych.
- 23 maja – Stadion Śląski: Polska zremisowała ze Szkocją 1:1 w meczu eliminacyjnym do mistrzostw świata.
- 26 maja – Stefan (Rudyk) został prawosławnym metropolitą warszawskim i całej Polski.
- 30 maja – odbyły się wybory do Sejmu i Rad Narodowych.
- 5 czerwca – została założona Politechnika Świętokrzyska w Kielcach.
- 11 czerwca – premiera filmu Salto w reżyserii Tadeusza Konwickiego.
- 16 czerwca – wystrzelono pierwszą polską rakietę meteorologiczną Meteor.
- 22 czerwca – w Krakowie otwarto hotel „Cracovia”.
- 24 czerwca – sejm dokonał wyboru władz państwowych. Marszałkiem sejmu został Czesław Wycech, przewodniczącym Rady Państwa Edward Ochab, premierem Józef Cyrankiewicz.
- 26 czerwca – w Gdańsku odsłonięto pomnik Jana III Sobieskiego.
- 9 lipca – Ewa Kłobukowska ustanowiła rekord Polski w biegu na 100 m wynikiem 11,1 s.
- 5 sierpnia – kanadyjska piosenkarka Monique Leyrac wygrała V Międzynarodowy Konkurs Piosenki w Sopocie.
- 8 sierpnia – w Warszawie, Irena Kirszenstein ustanowiła rekord świata w biegu na 200 m wynikiem 22,7 s.
- 13 sierpnia – w Szczecinie, sprinter Wiesław Maniak ustanowił rekord Polski w biegu na 100 m wynikiem 10,1 s.
- 4 września – przy ul. Ożarowskiej w Warszawie oddano do użytku tysięczną szkołę „tysiąclatkę”.
- 25 września – odbyła się premiera filmu Popioły w reżyserii Andrzeja Wajdy będącego ekranizacją powieści Żeromskiego o tym samym tytule.
- 5 października:
  - otwarto Rondo ONZ w Warszawie.
  - oddano do użytku Miasteczko Studenckie AGH w Krakowie.
- 24 października – Telewizja Polska wyemitowała premierowy odcinek serialu Wojna domowa w reżyserii Jerzego Gruzy.
- 25 października – w katastrofie autobusu w Skwierzynie zginęło 15 osób.
- 4 listopada – oddano do użytku Filharmonię Częstochowską.
- 18 listopada:
  - został ogłoszony list biskupów polskich do episkopatu niemieckiego w sprawie wzajemnego wybaczenia krzywd. Spotkał się on z ostrą reakcją władz PRL.
  - premiera filmu Rysopis.
- 19 listopada – w 200. rocznicę powstania Teatru Narodowego oficjalnie otworzono odbudowany Teatr Wielki w Warszawie.
- 20 listopada – w Olsztynie zlikwidowano komunikację tramwajową.
- 28 listopada – otwarto Muzeum Więzienia Pawiak.
- 22 grudnia – podpisano umowę licencyjną z Fiatem na produkcję w kraju modelu 125p.
- 25 grudnia:
  - premiera filmu Sam pośród miasta.
  - premiera 1. odcinka serialu Kapitan Sowa na tropie.

## Wydarzenia na świecie
- 1 stycznia:
  - Francja objęła prezydencję w Radzie Unii Europejskiej.
  - powstanie i powołanie do życia Organizacji Wyzwolenia Palestyny.
- 2 stycznia – urzędujący prezydent Pakistanu Ayub Khan został wybrany na drugą kadencję.
- 4 stycznia – z kosmodromu Bajkonur wystrzelono sondę księżycową Sputnik 25. Z powodu awarii rakiety nośnej pozostała na orbicie Ziemi i następnego dnia spłonęła w atmosferze.
- 9 stycznia – rząd Demokratycznej Republiki Konga poinformował o egzekucji ponad 500 komunistycznych rebeliatów, którzy w 1964 roku zajęli miasto Stanleyville (Kisangani) i wymordowali 8 tys. mieszkańców i 185 białych zakładników.
- 10 stycznia – polski drobnicowiec typu 51 MS Nysa należący do PŻM zatonął z całą załogą (18 marynarzy).
- 14 stycznia – doszło do pierwszego od 44 lat spotkania szefów rządów Irlandii i Irlandii Północnej.
- 15 stycznia – w Kazachstanie przeprowadzono próbny wybuch jądrowy w wyniku którego powstało radioaktywne jezioro Czagan.
- 18 stycznia – w Syrii został aresztowany izraelski szpieg Eli Cohen.
- 19 stycznia – rozpoczęła się bezzałogowa amerykańska misja kosmiczna Gemini 2.
- 20 stycznia – rozpoczął nadawanie ukraiński telewizyjny Pierwszy Kanał.
- 30 stycznia – odbyły się uroczystości pogrzebowe Winstona Churchilla.
- 1 lutego – rzeka Hamilton we wschodniej Kanadzie została przemianowana na cześć byłego brytyjskiego premiera Winstona Churchilla na Churchill.
- 3 lutego:
  - doszło do trzęsienia ziemi na Alasce, jednego z najsilniejszych w historii.
  - wystrzelono OSO 2, amerykańskie satelitarne obserwatorium słoneczne
- 6 lutego:
  - w katastrofie samolotu Douglas DC-6 w Chile zginęło 87 osób.
  - w Melbourne, Australijka Pamela Kilborn ustanowiła rekord świata w biegu płotkarskim na 80 m (10,4 s.).
- 8 lutego – 84 osoby zginęły w katastrofie samolotu Douglas DC-7 pod Nowym Jorkiem.
- 15 lutego – przyjęto nowy projekt flagi Kanady – prostokąt podzielony na trzy pionowe pasy: czerwony, biały i czerwony, z umieszczonym w centrum, na białym pasie, czerwonym liściem klonu.
- 18 lutego – proklamowano niepodległość Gambii.
- 20 lutego – amerykańska sonda kosmiczna Ranger 8 po wykonaniu 7137 zdjęć Księżyca rozbiła się o jego powierzchnię.
- 21 lutego – na ulicy w Harlemie został zastrzelony Malcolm X.
- 25 lutego – dokonano oblotu samolotu pasażerskiego McDonnell Douglas DC-9.
- 27 lutego – dokonano oblotu radzieckiego samolotu transportowego An-22.
- Marzec – władze USA wysłały do Wietnamu amerykańskie bataliony piechoty.
- 2 marca – wojna wietnamska: Amerykanie rozpoczęli kampanię powietrzną nad Wietnamem Północnym (operacja Rolling Thunder).
- 8 marca – należący do Aerofłotu samolot Tu-124 rozbił się podczas startu z lotniska w Samarze (wówczas Kujbyszew); zginęło 25 osób.
- 12 marca – została wystrzelona radziecka sonda księżycowa Kosmos 60.
- 18 marca – wystrzelono statek kosmiczny Woschod 2 z Pawiełem Bielajewem i Aleksiejem Leonowem, który odbył pierwszy spacer kosmiczny.
- 20 marca:
  - Husajn Mazik został premierem Libii.
  - utwór Poupée de cire, poupée de son w wykonaniu reprezentującej Luksemburg francuskiej wokalistki France Gall, zwyciężył w 10. Konkursie Piosenki Eurowizji w Neapolu.
- 21 marca – została wystrzelona amerykańska sonda księżycowa Ranger 9.
- 22 marca – Nicolae Ceaușescu został sekretarzem generalnym Rumuńskiej Partii Komunistycznej.
- 23 marca – rozpoczęła się załogowa misja kosmiczna Gemini 3.
- 24 marca – sonda Ranger 9 rozbiła się planowo na Księżycu, przesyłając wcześniej 5814 zdjęć jego powierzchni.
- 30 marca – wojna wietnamska: 22 osoby zginęły, a 183 zostały ranne w wybuchu bomby przed ambasadą amerykańską w Sajgonie.
- 31 marca – hiszpański samolot Convair 440 rozbił się na morzu w okolicach marokańskiego Tangeru; zginęło 50 spośród 53 osób na pokładzie.
- 5 kwietnia – odbyła się 37. ceremonia wręczenia Oscarów.
- 6 kwietnia – został wystrzelony pierwszy satelita telekomunikacyjny Intelsat 1.
- 8 kwietnia – zawarto tzw. traktat fuzyjny łączący instytucje trzech Wspólnot Europejskich – powołano wspólną Komisję i Radę Ministrów.
- 10 kwietnia – 54 osoby zginęły w katastrofie jordańskiego samolotu pasażerskiego pod Damaszkiem w Syrii.
- 11–12 kwietnia – 271 osób zginęło w wyniku serii tornad w stanach: Iowa, Illinois, Indiana, Ohio i Wisconsin.
- 14 kwietnia:
  - Jo Cals został premierem Holandii.
  - 26 osób zginęło, a jedna została ranna w katastrofie brytyjskiego samolotu Douglas C-47 Skytrain na Jersey (Wyspy Normandzkie).
- 15 kwietnia:
  - Milton Obote został prezydentem Ugandy.
  - premiera filmu Dżingis chan.
- 23 kwietnia:
  - rozpoczęła się seryjna produkcja Peugeota 204.
  - z powodu budowy nowej linii metra wysadzono w powietrze gmach Teatru Narodowego w Budapeszcie.
- 24 kwietnia:
  - zamach stanu na Dominikanie, który doprowadził do amerykańskiej interwencji wojskowej 28 kwietnia.
  - około miliona osób demonstrowało w Erywaniu w 50. rocznicę rozpoczęcia masakry Ormian przez Turków, domagając się uznania jej za ludobójstwo.
  - prezydent Indonezji Sukarno ogłosił zajęcie wszelkiej zagranicznej własności w kraju.
  - w hiszpańskim lesie przy granicy z Portugalią znaleziono zwłoki lidera opozycji portugalskiej generała Humberto Delgado, zamordowanego 13 lutego przez policję polityczną PIDE.
- 28 kwietnia:
  - William F. Raborn Jr. został dyrektorem CIA.
  - wojska amerykańskie dokonały inwazji na Dominikanę w celu zdławienia komunistycznej rebelii.
- 29 kwietnia – premier Robert Menzies ogłosił zamiar wysłania wojsk australijskich do Wietnamu.
- Maj – wprowadzenie systemu metrycznego w Wielkiej Brytanii.
- 1 maja – w chińskiej prowincji Junnan znaleziono 2 zęby Człowieka z Yuanmou sprzed 1,7 mln lat.
- 3 maja – wojna wietnamska: Kambodża zerwała stosunki dyplomatyczne z USA w związku z rozszerzeniem operacji przeciwko Vietcongowi na terytorium kambodżańskie.
- 9 maja – została wystrzelona radziecka sonda księżycowa Łuna 5.
- 10 maja – otwarto Muzeum Izraela w Jerozolimie.
- 12 maja:
  - radziecka sonda Łuna 5 rozbiła się o powierzchnię Księżyca.
  - zostały nawiązane stosunki dyplomatyczne między RFN i Izraelem.
- 18 maja – izraelski szpieg Eli Cohen został powieszony publicznie na placu Marjeh w Damaszku.
- 19 maja – na Tonga padł co najmniej 188-letni żółw promienisty o imieniu Tu’i Malila, którego w 1777 roku kapitan James Cook przywiózł z Madagaskaru i podarował tongijskiej rodzinie królewskiej.
- 20 maja:
  - w Thorshavn na Wyspach Owczych założono Uniwersytet Farerski.
  - 119 osób zginęło, a 6 zostało rannych w katastrofie pakistańskiego Boeinga 720 w czasie podchodzenia do lądowania w Kairze.
- 25 maja – został wystrzelony amerykański satelita Pegasus 2.
- 2 czerwca – wojna wietnamska: w Sajgonie wylądował pierwszy kontyngent wojsk australijskich.
- 3 czerwca:
  - start Gemini 4, pierwszej wielodniowej załogowej misji kosmicznej NASA.
  - Edward White jako pierwszy Amerykanin odbył spacer w przestrzeni kosmicznej.
- 4 czerwca – Senat Stanowy przewagą głosów 27-12 odrzucił projekt podziału Kalifornii na dwa stany z granicą przebiegającą w górach Tehachapi.
- 6 czerwca – Kneset przyjął ustawę o prawie telewizyjnym, na mocy której 3 lata później rozpoczął nadawanie pierwszy program telewizji izraelskiej.
- 7 czerwca:
  - zakończyła się załogowa misja kosmiczna Gemini 4.
  - 128 górników zginęło w wyniku wybuchu metanu w kopalni węgla kamiennego koło miasta Kakanj w Bośni i Hercegowinie.
- 8 czerwca – została wystrzelona radziecka sonda księżycowa Łuna 6.
- 16 czerwca – Kongres Stanów Zjednoczonych uchwalił obowiązek umieszczania na paczkach papierosów informacji o szkodliwości palenia.
- 19 czerwca:
  - bezkrwawy zamach stanu w Algierii, wiceprezydent Huari Bumedien odsunął od władzy prezydenta Ahmada Ben Bellę.
  - premierem Wietnamu Południowego został Nguyễn Cao Kỳ, zakończony został trwający od 1963 ciąg zamachów wojskowych w tym kraju.
- 22 czerwca – Japonia i Korea Południowa podpisały w Tokio traktat o podstawach stosunków dwustronnych.
- 24 czerwca – premiera westernu Kasia Ballou w reżyserii Elliota Silversteina, z kreacjami Jane Fondy w roli tytułowej i Lee Marvina, który za rolę w tym filmie otrzymał Oscara dla najlepszego aktora pierwszoplanowego.
- 25 czerwca – Surgut na Syberii otrzymał prawa miejskie.
- 1 lipca – Włochy objęły prezydencję w Radzie Unii Europejskiej.
- 3 lipca – została zakończona interwencja wojskowa USA w Dominikanie.
- 8 lipca – 52 osoby zginęły w katastrofie DC-6 w kanadyjskiej prowincji Kolumbia Brytyjska.
- 9 lipca – w Pradze, sprinterka Irena Szewińska ustanowiła rekord świata w biegu na 100 m (11,1 s.).
- 14 lipca:
  - satelita amerykański Mariner 4 przesłał na Ziemię pierwsze w historii zdjęcia powierzchni Marsa (regionów Cebrenia, Arcadia i Amazonis) z bliska – z ok. 17 000 km.
  - walki na granicy izraelsko-jordańskiej.
- 16 lipca:
  - Izba Gmin uchwaliła ustawę o zniesieniu dyskryminacji rasowej w Wielkiej Brytanii.
  - otwarto tunel pod Mont Blanc, łączący Courmayeur we Francji i Val d’Aoste we Włoszech. Budowano go 6 lat (1959–1965), ma 11,6 km długości.
- 18 lipca – wystrzelono radziecką sondę księżycową Zond 3.
- 26 lipca – Republika Malediwów proklamowała niepodległość.
- 6 sierpnia:
  - odbyła się premiera albumu Help! grupy The Beatles.
  - radziecka sonda Zond 2 przeleciała w odległości 1500 km od Marsa, z utraconą łącznością z Ziemią.
- 7 sierpnia – w Brukseli, Belg Gaston Roelants ustanowił rekord świata w biegu na 3000 m przeszk. (8.26,4 s.)
- 9 sierpnia – Singapur odłączył się od Malezji i proklamował niepodległość.
- 10 sierpnia – we Frankfurcie nad Menem zakończył się drugi proces oświęcimski.
- 11 sierpnia – wybuch zamieszek rasowych w Watts w Kalifornii.
- 15 sierpnia – Indie zaatakowały Pakistan w drugiej wojnie kaszmirskiej.
- 18 sierpnia – założono holenderski klub piłkarski FC Den Bosch.
- 21 sierpnia – rozpoczął się załogowy lot kosmiczny Gemini 5.
- 27 sierpnia – Elvis Presley spotkał się w swej rezydencji z muzykami grupy The Beatles.
- 29 sierpnia – zakończył się wówczas rekordowo długi, załogowy lot kosmiczny Gemini 5 (7 dni 22 godz. 56 min)
- 30 sierpnia – ukazał się album Boba Dylana Highway 61 Revisited zawierający m.in. utwór Like a Rolling Stone.
- 6 września:
  - wojna indyjsko-pakistańska: armia indyjska dokonała inwazji na Pakistan w odwecie za pakistańskie operacje w Kaszmirze.
  - W Hagen rozpoczął się proces załogi obozu zagłady w Sobiborze.
- 18 września – została odkryta kometa Ikeya-Seki.
- 21 września – Gambia, Malediwy i Singapur zostały członkami ONZ.
- 22 września – Rada Bezpieczeństwa ONZ jednogłośnie uchwaliła rezolucje, wzywającą Indie i Pakistan do bezwarunkowego zaprzestania działań zbrojnych. Wojna zakończyła się następnego dnia.
- 23 września – II indyjsko-pakistańska wojna o Kaszmir: nastąpiło zawieszenie broni wynegocjowane dzięki pomocy ONZ.
- 30 września – początek wojny domowej w Indonezji.
- 3 października – premiera filmu Wstręt.
- 4 października:
  - Paweł VI jako pierwszy papież odwiedził USA.
  - ukazał się pierwszy numer kubańskiego dziennika „Granma”.
- 7 października – w trakcie nieudanej próby miękkiego lądowania sonda Łuna 7 rozbiła się na Księżycu.
- 14 października – w USA wystrzelono satelitę geofizycznego OGO 2.
- 26 października:
  - w RFN utworzono drugi rząd Ludwiga Erharda.
  - muzycy grupy The Beatles zostali odznaczeni przez królową Elżbietę II Orderami Imperium Brytyjskiego.
- 27 października:
  - Süleyman Demirel został premierem Turcji.
  - premiera filmu Król szczurów.
- 28 października:
  - podczas II soboru watykańskiego wydano deklarację o stosunku kościoła do religii niechrześcijańskich Nostra aetate.
  - Saint Louis, Stany Zjednoczone: powstał ponad 200-metrowy stalowy łuk-brama na zachód.
- 29 października – premiera filmu Żandarm w Nowym Jorku.
- 2 listopada – w Waszyngtonie w proteście przeciw wojnie wietnamskiej podpalił się Norman Morrison.
- 8 listopada:
  - zniesienie kary śmierci w Wielkiej Brytanii.
  - utworzono Brytyjskie Terytorium Oceanu Indyjskiego.
  - 58 osób zginęło w katastrofie Boeinga 727 na lotnisku w Cincinnati (Ohio).
- 9 listopada:
  - blackout w północno-wschodnich stanach USA i kanadyjskiej prowincji Ontario pozbawił prądu kilkadziesiąt milionów osób.
  - Ferdinand Marcos wygrał wybory prezydenckie na Filipinach.
- 11 listopada – proklamowano niepodległość Rodezji, dzisiejszego Zimbabwe.
- 12 listopada – ZSRR wystrzeliło w kierunku Wenus sondę Wenera 2.
- 16 listopada – ZSRR wystrzeliło w kierunku Wenus sondę Wenera 3, pierwszy obiekt, który dotknął powierzchni innej planety.
- 19 listopada – reprezentantka Wielkiej Brytanii Lesley Langley zdobyła w Londynie tytuł Miss World 1965.
- 21 listopada:
  - inauguracja działalności Centrum ELIS, prowadzonego przez Opus Dei w Rzymie.
  - otwarto Port Aszdod w Izraelu.
- 24 listopada – Sabah III as-Salim as-Sabah został emirem Kuwejtu.
- 25 listopada – w Kongu doszło do przewrotu wojskowego. Władzę przejął gen. Mobutu Sese Seko.
- 26 listopada – w Hamakir został wystrzelony Astérix, pierwszy francuski sztuczny satelita.
- 30 listopada – w Auckland, Kenijczyk Kipchoge Keino ustanowił rekord świata w biegu na 5000 m wynikiem 13.24,2 s.
- 3 grudnia – ukazał się album Rubber Soul grupy The Beatles.
- 4 grudnia – NASA wystrzeliła statek kosmiczny Gemini 7.
- 5 grudnia:
  - zostało ogłoszone orędzie 42 biskupów niemieckich jako odpowiedź na list polskich biskupów.
  - urzędujący prezydent Charles de Gaulle i socjalista François Mitterrand przeszli do II wyborów prezydenckich we Francji.
  - papież Paweł VI beatyfikował ojca Szarbela Makhloufa, maronickiego zakonnika.
  - podczas obrad soboru watykańskiego II zostały odwołane ekskomuniki, którymi w 1054 roku obłożyli się nawzajem dostojnicy Kościołów rzymskiego i konstantynopolitańskiego.
- 6 grudnia – radziecka sonda Łuna 8 rozbiła się na Księżycu.
- 7 grudnia – Sobór watykański II: Święte Oficjum zostało przekształcone w Świętą Kongregację Doktryny Wiary.
- 8 grudnia:
  - zakończenie obrad II soboru watykańskiego.
  - powstała Comunità di Bose.
- 9 grudnia – Nikołaj Podgorny został przewodniczącym Prezydium Rady Najwyższej ZSRR.
- 15 grudnia – doszło do pierwszego w historii spotkania na orbicie statków kosmicznych Gemini 6 i 7.
- 16 grudnia – Taufaʻahau Tupou IV został zaprzysiężony na króla Tonga.
- 18 grudnia – zakończyła się załogowa misja kosmiczna Gemini 7.
- 19 grudnia – Charles de Gaulle wygrał po raz drugi wybory prezydenckie we Francji.
- 21 grudnia – premiera filmu Operacja Piorun w reżyserii Terence’a Younga.
- 22 grudnia:
  - premiera filmu Doktor Żywago w reżyserii Davida Leana.
  - założono niemiecki klub piłkarski 1. FC Magdeburg.
- 28 grudnia – założono niemiecki klub piłkarski Hansa Rostock.
- 30 grudnia – Ferdinand Marcos został prezydentem Filipin.
- 31 grudnia – dowódca armii Republiki Środkowoafrykańskiej Jean-Bédel Bokassa obalił prezydenta Davida Dacko i następnego dnia zajął jego miejsce.

- Wzajemne zniesienie anatem z 1054 przez Kościół Wschodni i Zachodni.
- Pod względem populacji Tokio wyprzedziło Nowy Jork i stało się największym miastem świata.

## Dane statystyczne
- Ludność świata: 3 334 873 tys.
  - Azja: 1 899 424 tys. (56,96%)
  - Europa: 634 026 tys. (19,01%)
  - Afryka: 313 744 tys. (9,41%)
  - Ameryka Łacińska: 250 452 tys. (7,51%)
  - Ameryka Północna: 219 570 tys. (6,58%)
  - Oceania: 17 657 tys. (0,53%)
- Najludniejsze państwa świata[3]
  - 1.ChRL: 715 546 tys. (21,46% ludności świata)
  - 2.Indie: 494 964 tys. (14,84%)
  - 3.USA: 193 526 tys. (5,80%)
  - 4.ZSRR: 126 541 tys. (3,79%)
  - 5.Indonezja: 110 754 tys. (3,32%)
  - 6.Japonia: 98 883 tys. (2,97%)
  - 7.Brazylia: 83 093 tys. (2,49%)
  - 8.RFN+NRD: 75 639 tys. (2,27%)
  - 9.Bangladesz: 60 284 tys. (1,81%)
  - 10.Pakistan: 59 046 tys. (1,77%)

## Urodzili się
- 1 stycznia:
  - Lucjan Chrzanowski, polski samorządowiec, prezydent Żyrardowa
  - Jennifer Hale, amerykańska aktorka, piosenkarka pochodzenia kanadyjskiego
  - Małgorzata Handzlik, polska bizneswoman, polityk, eurodeputowana
  - Iwan Krystew, bułgarski politolog, filozof polityki
  - Robert Lubera, polski wokalista, członek zespołu The End
  - Sławomir Najtkowski, polski piłkarz
  - Albert Sánchez Piñol, kataloński pisarz
  - John Sullivan, amerykański polityk
  - Szaban Trstena, macedoński zapaśnik
  - Andrew Valmon, amerykański lekkoatleta, sprinter
- 2 stycznia – Siergiej Szypowski, rosyjski piłkarz
- 3 stycznia:
  - Jens Albinus, duński aktor, reżyser i scenarzysta filmowy
  - Sverre Istad, norweski biathlonista
  - Dariusz Stanicki, polski siatkarz
  - Aishah, malezyjska piosenkarka i polityk
- 4 stycznia: 
  - Yvan Attal, francuski aktor pochodzenia izraelskiego
  - Allen Bula, gibraltarski piłkarz, trener
  - Guy Forget, francuski tenisista
  - Beth Gibbons, brytyjska wokalistka, członkini zespołu Portishead
  - Rick Hearst, amerykański aktor
  - Craig Revel Horwood, australijski tancerz, choreograf
  - Anna K, czeska piosenkarka, kompozytorka
  - Héctor Marchena, kostarykański piłkarz
  - Julia Ormond, brytyjska aktorka
  - Aditya Pancholi(inne języki), indyjski aktor
- 5 stycznia:
  - Ireneusz Bieleninik, polski dziennikarz, konferansjer
  - Vinnie Jones, walijski piłkarz, aktor, scenarzysta, reżyser i producent filmowy, teatralny i telewizyjny
  - Samuel Le Bihan, francuski aktor
  - José Perdomo, urugwajski piłkarz
  - Patrik Sjöberg, szwedzki lekkoatleta, skoczek wzwyż
  - Ołeksandr Wojtiuk, ukraiński piłkarz
- 6 stycznia:
  - Marco Branca, włoski piłkarz
  - Tuija Braxˌ, fińska prawnik, polityk
  - Andrzej Gawron, polski polityk, przedsiębiorca, poseł na Sejm RP
  - Alfredo Graciani(inne języki), argentyński piłkarz (zm. 2021)
  - Andriej Kozłow, rosyjski ekonomista (zm. 2006)
  - Mats Rosenhed, szwedzki curler
  - Christine Wachtel, niemiecka lekkoatletka, biegaczka średniodystansowa
- 7 stycznia:
  - Jacek Bryndal, polski muzyk, członek zespołów: Kobranocka i Atrakcyjny Kazimierz
  - Alessandro Lambruschini, włoski lekkoatleta, długodystansowiec
  - Ludmyła Suprun, ukraińska prawnik, polityk
- 8 stycznia:
  - Michelle Forbes, amerykańska aktorka
  - Hermann Glettler, austriacki duchowny katolicki, biskup Innsbrucku
  - Pascal Obispo(inne języki), francuski piosenkarz
  - Uidemar Pessoa de Oliveira, brazylijski piłkarz, trener
- 9 stycznia:
  - Muggsy Bogues, amerykański koszykarz
  - Pedro Alberto Bustamante López, peruwiański duchowny katolicki, prałat terytorialny Sicuani
  - Iain Dowie, północnoirlandzki piłkarz, trener
  - Marcin Grochowalski, polski perkusista, członek zespołu Azyl P.
  - Haddaway, niemiecki piosenkarz pochodzenia trynidadzko-tobagijskiego
  - Farah Khan, indyjska reżyserka filmowa, choreografka
  - Joely Richardson, brytyjska aktorka
- 10 stycznia:
  - Choi Dae-shik, południowokoreański piłkarz (zm. 2024)
  - Zetti, brazylijski piłkarz
- 11 stycznia: 
  - Edyta Bartosiewicz, polska piosenkarka, autorka tekstów, kompozytorka, producenka muzyczna
  - Emilija Dragiewa, bułgarska lekkoatletka, skoczkini wzwyż
  - Andreja Leskovšek, słoweńska narciarka alpejska
  - Tomasz Olejnik, polski wokalista, autor tekstów, członek zespołu Proletaryat
- 12 stycznia:
  - Nikołaj Borszczewski, rosyjski hokeista, trener
  - Marina Kiehl, niemiecka narciarka alpejska
- 13 stycznia:
  - Piotr Dukaczewski, polski szachista
  - Kim Jong-boo, południowokoreański piłkarz, trener
  - Mark Spalding, amerykański duchowny katolicki, biskup Nashville
  - Michael Worth, amerykański aktor, reżyser, scenarzysta i producent filmowy
- 14 stycznia:
  - Szamil Basajew, czeczeński bojownik (zm. 2006)
  - Seema Biswas, indyjska aktorka
  - Marc Delissen, holenderski hokeista na trawie
  - Andrew Manze, brytyjski skrzypek, dyrygent
  - Désirée Nosbusch, luksemburska prezenterka telewizyjna, aktorka
  - Jemma Redgrave, brytyjska aktorka
  - Slick Rick, amerykański raper pochodzenia brytyjskiego
  - Zbigniew Zieliński, polski duchowny katolicki, biskup koszalińsko-kołobrzeski
- 15 stycznia:
  - Maurizio Fondriest, włoski kolarz szosowy
  - Bernard Hopkins, amerykański bokser
  - Adam Jones, amerykański gitarzysta, członek zespołu Tool
  - James Nesbitt, brytyjski aktor
- 16 stycznia:
  - Jacek Lang, polski muzyk, członek zespołu One Million Bulgarians
  - Roberto Ruiz Esparza, meksykański piłkarz, polityk
- 17 stycznia:
  - Odies Bajsułtanow, czeczeński polityk, premier Czeczenii
  - D.J. Caruso, amerykański reżyser i producent filmowy
  - Chris Casamassa, amerykański mistrz sztuk walki, aktor, kaskader pochodzenia włoskiego
  - Manolo, hiszpański piłkarz
  - Nikos Nioplias, grecki piłkarz, trener
  - Bogusz Rutkiewicz, polski gitarzysta rockowy
  - Patrick Vervoort, belgijski piłkarz
- 18 stycznia:
  - Charles Berglund, szwedzki hokeista, trener, komentator sportowy
  - John Talen, holenderski kolarz szosowy
- 19 stycznia:
  - Andrija Mandić, czarnogórski polityk
  - J.B. Pritzker, amerykański przedsiębiorca, filantrop, i polityk
  - Gina Stile, amerykańska gitarzystka, członkini zespołów: Poison Dollys i Vixen
  - Dirk Wiese, niemiecki bobsleista
- 20 stycznia:
  - Colin Calderwood, szkocki piłkarz, trener
  - Gregory Kriesel, amerykański basista, członek zespołu The Offspring
  - Sophie Rhys-Jones, członkini brytyjskiej rodziny królewskiej
  - David Rivers, amerykański koszykarz
  - Heather Small, brytyjska piosenkarka
- 21 stycznia – Manfred Stücklschwaiger, niemiecki aktor
- 22 stycznia:
  - Steven Adler, amerykański perkusista, członek zespołu Guns N’ Roses
  - Ana Ida Alvares, brazylijska siatkarka
  - Anja Freese, niemiecka aktorka
  - Andrzej Grzyb, polski siatkarz
  - DJ Jazzy Jeff, amerykański producent muzyczny, aktor
  - Nikołaj Kowsz, rosyjski kolarz torowy
  - Diane Lane, amerykańska aktorka
  - Andrew Roachford, brytyjski piosenkarz
- 23 stycznia: 
  - Louie Clemente, amerykański perkusista, członek zespołu Testament
  - Fabio Dal Cin, włoski duchowny katolicki, arcybiskup ad personam, prałat Loreto
  - Tomasz Dutkiewicz, polski aktor
- 24 stycznia:
  - Robin Dutt, niemiecki piłkarz, trener i działacz piłkarski pochodzenia indyjskiego
  - Carlos Saldanha, brazylijski reżyser filmowy
  - Takashi Tokita, japoński twórca gier komputerowych
- 25 stycznia:
  - (lub 22 stycznia) Guðmundur Hrafnkelsson, islandzki piłkarz ręczny, bramkarz
  - Remzi Musaoğlu, turecki zapaśnik
  - Szaj Piron, izraelski polityk
  - Esa Tikkanen, fiński hokeista, trener
- 26 stycznia:
  - Alaksandr Haurylonak, białoruski hokeista, bramkarz, trener
  - Dariusz Kordek, polski aktor, piosenkarz
  - Catherine Martin, australijska kostiumografka, scenografka i producentka filmowa
  - Kevin McCarthy, amerykański polityk, kongresman
  - Mihály Varga, węgierski ekonomista, polityk
- 27 stycznia: 
  - Alan Cumming, szkocki aktor, reżyser i scenarzysta filmowy
  - Robbie Earle, jamajski piłkarz
  - Christo Markow, bułgarski lekkoatleta, trójskoczek
- 28 stycznia:
  - Siarhiej Alejnik, białoruski dyplomata
  - Lynda Boyd, kanadyjska aktorka
  - Walter Brugna, włoski kolarz torowy
  - Agnieszka Muszyńska, polska lekkoatletka, płotkarka
  - Tomasz Sowiński, polski polityk, wojewoda pomorski
- 29 stycznia: 
  - Dominik Hašek, czeski hokeista, bramkarz
  - Lovemore Moyo, zimbabweński polityk
  - Sui Xinmei, chińska lekkoatletka, kulomiotka
- 30 stycznia: 
  - Wolfgang Feiersinger, austriacki piłkarz, trener
  - David Hobby, amerykański fotograf
  - Claudio Palumbo, włoski duchowny katolicki, biskup Trivento
  - Hans-Peter Pohl, niemiecki kombinator norweski
- 31 stycznia:
  - Piotr Iwicki, polski muzyk, perkusista, kompozytor, producent muzyczny, dziennikarz, samorządowiec
  - Guido Marini, włoski duchowny katolicki, prezbiter, mistrz papieskich ceremonii liturgicznych
  - Matt McColm, amerykański aktor, kaskader
  - Bohdan Józef Paszkowski, polski polityk, senator RP
  - Jacek Szczot, polski polityk, poseł na Sejm RP
- 1 lutego:
  - Jarosław Araszkiewicz, polski piłkarz
  - Muhammad Aszik, marokański bokser
  - John Bosman, holenderski piłkarz
  - Sherilyn Fenn, amerykańska aktorka
  - Stefania Grimaldi, księżniczka Monako, piosenkarka, projektantka mody
  - Bożena Harasimowicz, polska śpiewaczka operowa (sopran)
  - Grzegorz Kolosa, polski działacz związkowy (zm. 1993)
- 2 lutego: 
  - Agata Marszałek-Wagner, polska siatkarka
  - Cándido Mesa, kubański zapaśnik
  - Swietłana Nagiejkina, rosyjska biegaczka narciarska
- 3 lutego: 
  - Agnieszka Bałut, polska pływaczka, pisarka, dziennikarka
  - Massimo Cassano, włoski samorządowiec, polityk
  - Ingo Haar, niemiecki historyk
  - Esa Keskinen, fiński hokeista
  - Kathleen Kinmont, amerykańska aktorka
  - Armin Kraaz, niemiecki piłkarz, trener
  - Terje Langli, norweski biegacz narciarski
  - Marjo Matikainen-Kallström, fińska biegaczka narciarska, polityk
  - Zdzisław Staniul, polski żeglarz sportowy, trener
  - Klaus Sulzenbacher, austriacki kombinator norweski
  - Maura Tierney, amerykańska aktorka
- 4 lutego: 
  - Myrtle Augee, brytyjska lekkoatletka, kulomiotka, sztangistka, trójboistka siłowa
  - Juan Curuchet, argentyński kolarz torowy
  - John van Loen, holenderski piłkarz
  - Petr Muk, czeski muzyk, wokalista, członek zespołów: Oceán i Shalom(inne języki) (zm. 2010)
- 5 lutego:
  - Quique Sánchez Flores, hiszpański piłkarz, trener
  - Gheorghe Hagi, rumuński piłkarz, trener
- 6 lutego: 
  - Simone Lahbib, szkocka aktorka pochodzenia algierskiego
  - Piotr Kozłowski, polski aktor
  - Jan Svěrák, czeski reżyser filmowy
- 7 lutego:
  - Ignacio Ambríz, meksykański piłkarz, trener
  - Andrea Chiurato, włoski kolarz szosowy
  - Jason Gedrick, amerykański aktor
  - Adam Kamień, polski aktor
  - Aleksander Pociej, polski adwokat, polityk, senator RP
  - Chris Rock, amerykański aktor, komik, reżyser, scenarzysta i producent filmowy
  - Daniel Sangouma, francuski lekkoatleta, sprinter
- 8 lutego:
  - Mathilda May, francuska aktorka
  - Miguel Pardeza, hiszpański piłkarz
  - Johan Wallner, szwedzki narciarz alpejski
- 9 lutego:
  - Liliana Leszner, polska szachistka
  - Igor Małkow, rosyjski łyżwiarz szybki
  - Velimir Perasović, chorwacki koszykarz, trener
  - Christian Schenk, niemiecki lekkoatleta, wieloboista
  - Silvia Sperber, niemiecka strzelczyni sportowa
- 10 lutego:
  - Martin Gregory, maltański piłkarz, trener
  - Sigitas Parulskis, litewski prozaik, poeta, dramaturg, eseista, krytyk literacki
  - Ivo Staš, czeski piłkarz
  - Dana Winner, belgijska piosenkarka
- 11 lutego: 
  - Barnaba (Baranow), rosyjski biskup prawosławny
  - Ryszard Cyroń, polski piłkarz
  - Andrew Gelman – amerykański statystyk i politolog
  - Maite Pagazaurtundúa, hiszpańska polityk, eurodeputowana narodowości baskijskiej
  - Álvaro Peña, boliwijski piłkarz
  - Stepan Połtorak, ukraiński generał porucznik, polityk
  - Wojciech Rogowski, polski aktor
  - Eric Rush, nowozelandzki rugbysta, trener, działacz sportowy
- 12 lutego:
  - Mark Condie, szkocki szachista
  - Brett Kavanaugh, amerykański prawnik, sędzia Sądu Najwyższego
- 13 lutego:
  - Eldece Clarke-Lewis, bahamska lekkoatletka, sprinterka
  - Paweł Gumola, polski kompozytor, wokalista, autor tekstów, gitarzysta, założyciel zespołów: Moskwa i 5000 lat
  - Kenny Harrison, amerykański lekkoatleta, trójskoczek
  - Walerij Kirijenko, rosyjski biathlonista
  - Marcelo Mazzarello, argentyński aktor
  - Artur Miziński, polski duchowny katolicki, biskup pomocniczy lubelski
  - Peter O’Neill, papuański polityk, premier Papui-Nowej Gwinei
  - Dariusz Zgutczyński, polski piłkarz
- 14 lutego:
  - Donald DeGrood, amerykański duchowny katolicki, biskup Sioux Falls
  - Masud Ghanajim, izraelski historyk, polityk pochodzenia arabskiego
  - Mental Theo, holenderski didżej, producent muzyczny
- 15 lutego: 
  - Tom Fridley, amerykański aktor
  - Jarosław Matusiak, polski piłkarz, bramkarz, trener
  - Anne Meygret, francuska florecistka
  - Gustavo Quinteros, boliwijski piłkarz pochodzenia argentyńskiego
  - Kathleen Rice, amerykańska polityk, kongreswoman
  - Dirk Schlächter, niemiecki basista rockowy
  - Siergiej Tarasow, rosyjski biathlonista
- 16 lutego:
  - Onécimo Alberton, brazylijski duchowny katolicki, biskup Rio de Sul
  - Adama Barrow, gambijski polityk, prezydent Gambii
  - Robert Emmijan, ormiański lekkoatleta, skoczek w dal
  - Dave Lombardo, amerykański perkusista
  - Valérie Trierweiler, francuska dziennikarka
- 17 lutego:
  - Michael Bay, amerykański reżyser i producent filmowy
  - Jonathan Breck, amerykański aktor
  - Leonardo Pieraccioni, włoski aktor, reżyser filmowy
- 18 lutego:
  - Dr. Dre, amerykański raper, producent muzyczny
  - Theodorus Johannes Meijer, holenderski judoka
- 19 lutego:
  - Jaime Bayly, peruwiański pisarz, dziennikarz
  - Rubén Darío Hernández, kolumbijski piłkarz
  - Leroy Miller, amerykański muzyk, producent muzyczny, wokalista, gitarzysta, autor tekstów
  - Kumiko Okamoto, japońska tenisistka
  - Nurmagomied Szanawazow, rosyjski bokser
- 20 lutego: 
  - Ron Eldard, amerykański aktor
  - Thomas Kemmerich, niemiecki polityk, premier Turyngii
  - Inna Żełanna, rosyjska piosenkarka
- 21 lutego:
  - Andriej Koszkin, białoruski hokeista pochodzenia rosyjskiego
  - Evair Aparecido Paulino, brazylijski piłkarz
  - Jesús Pulido Arriero, hiszpański duchowny katolicki, biskup diecezjalny Coria-Cáceres
  - Atsushi Yogō, japoński kierowca wyścigowy
- 22 lutego: 
  - Piotr Dariusz Adamczyk, polski muzyk, kompozytor, producent muzyczny, członek zespołu Püdelsi
  - Sooraj R. Barjatya, indyjski reżyser i scenarzysta filmowy
  - Małgorzata Majza, polska gimnastyczka
  - Marit Mikkelsplass, norweska biegaczka narciarska
  - Aleksandr Popow, rosyjski biathlonista
  - Roberto Santilli, włoski siatkarz, trener
  - Rafał Wiśniewski, polski hungarysta, dyplomata
  - Waleryj Cepkała, białoruski polityk, dyplomata i uczony
- 23 lutego:
  - Władysław Bułhak, polski historyk, wykładowca akademicki
  - Kristin Davis, amerykańska aktorka
  - Michael Dell, amerykański przedsiębiorca pochodzenia żydowskiego
  - Maria Gontowicz, polska judoczka
  - Beata Pastwa-Wojciechowska, polska psycholog, wykładowczyni akademicka
  - Marcela Virginia Rodríguez, argentyńska polityczka
  - Andrzej Saramonowicz, polski dziennikarz, dramaturg, scenarzysta, reżyser i producent filmowy
  - Helena Suková, czeska tenisistka
  - Walerij Szmarow, rosyjski piłkarz, trener
- 24 lutego: 
  - Hans-Dieter Flick, niemiecki piłkarz, trener
  - Alessandro Gassman, włoski aktor, reżyser filmowy
  - Niccan Horowic, izraelski dziennikarz, polityk
  - Iwan Łuczuk, ukraiński prozaik, poeta, krytyk literacki, tłumacz
  - Jane Swift, amerykańska polityk
  - Maciej Urbanowski, polski historyk literatury polskiej
- 25 lutego: 
  - Brian Baker, amerykański muzyk, członek zespołów: Bad Religion, Dag Nasty i Minor Threat
  - Krzysztof Ibisz, polski aktor, dziennikarz i prezenter telewizyjny
  - Susanna Rahkamo, fińska łyżwiarka figurowa
  - Maricel Soriano, filipińska aktorka
  - Veronica Webb, amerykańska modelka
- 26 lutego:
  - Kōsei Akaishi, japoński zapaśnik
  - Leszek Biolik, polski basista, producent muzyczny
  - Hernán Díaz, argentyński piłkarz
  - Nelson Francelino Ferreira, brazylijski duchowny katolicki, biskup Valençy
  - Paweł Rowiński, polski hydrolog
  - Krzysztof Walencik, polski zapaśnik
- 27 lutego:
  - Kannikadass William Antony, indyjski duchowny katolicki, biskup Mysore
  - Marzena Broda, polska pisarka, poetka
  - Noah Emmerich, amerykański aktor
  - Oliver Reck, niemiecki piłkarz, bramkarz
  - Andrea Schöpp, niemiecka curlerka
- 28 lutego: 
  - Collum McCann, irlandzki pisarz, dziennikarz
  - Saša Peršon, chorwacki piłkarz
  - Monika Wagner, niemiecka curlerka
  - Rigathi Gachagua, kenijski polityk
- 1 marca:
  - Booker T, amerykański wrestler
  - Krzysztof Grębski, polski aktor
  - Hwangbo Kwan, południowokoreański piłkarz, trener
  - Emil Săndoi, rumuński piłkarz, trener
- 2 marca: 
  - Ami Bera, amerykański polityk, kongresman pochodzenia indyjskiego
  - Milan Ekert, czeski polityk, eurodeputowany, dyplomata
  - Krzysztof Jabłoński, polski pianista, pedagog
  - Lars Christian Lilleholt, duński dziennikarz, polityk
  - Bjørt Samuelsen, farerska dziennikarka, naukowiec, polityk
  - Joanna Stasiak, polska malarka, pedagog
- 3 marca:
  - Tedros Adhanom, etiopski polityk
  - Eric DaRe, amerykański aktor
  - Dragan Stojković, serbski piłkarz
  - Waldemar Tomaszewski, litewski inżynier, polityk, samorządowiec, działacz polskiej mniejszości narodowej
  - Tuomo Ylipulli, fiński skoczek narciarski (zm. 2021)
- 4 marca: 
  - Paul W.S. Anderson, brytyjski aktor, reżyser, scenarzysta i producent filmowy
  - Glenn Doyle, australijski żużlowiec
  - Khaled Hosseini, amerykański pisarz, lekarz pochodzenia afgańskiego
  - Jurij Łonczakow, rosyjski pułkownik lotnictwa, kosmonauta
  - Marek Nekula, czeski językoznawca, bohemista, slawista, wykładowca akademicki
  - Aleksandr Szaganow, rosyjski piosenkarz, autor tekstów, poeta
  - WestBam, niemiecki didżej, producent muzyczny
- 5 marca: 
  - Piotr Banach, polski muzyk, kompozytor, producent muzyczny
  - Marcin Bruczkowski, polski pisarz, informatyk, perkusista
  - Johnny Ekström, szwedzki piłkarz
  - José Semedo, portugalski piłkarz
  - Ester Tuiksoo, estońska polityk
- 6 marca:
  - Royce Alger, amerykański zapaśnik, zawodnik MMA
  - Agapit (Bewcyk), ukraiński biskup prawosławny
  - Aleksandr Chłoponin, rosyjski polityk
  - Beata Szamyjer, polska koszykarka
- 7 marca
  - Cameron Daddo, australijski aktor, wokalista
  - Anna-Lena Fritzon, szwedzka biegaczka narciarska
- 8 marca:
  - Hamed Bakayoko, iworyjski polityk, premier Wybrzeża Kości Słoniowej (zm. 2021)
  - Ferenc Csipes, węgierski kajakarz
  - Geir Einang, norweski biathlonista
  - Juan Hernández Ramírez, meksykański piłkarz, trener
  - Hideyuki Ōhashi, japoński bokser
  - Kenny Smith, amerykański koszykarz
  - Jim Thornton, amerykański spiker radiowy i aktor głosowy
- 9 marca:
  - Bill Huck, niemiecki kolarz torowy
  - Antonio Saca, salwadorski polityk pochodzenia palestyńskiego, prezydent Salwadoru
- 10 marca:
  - Stefan Çapaliku, albański pisarz, dramaturg
  - Alex Fiorio, włoski kierowca wyścigowy
  - Jacek Grembocki, polski piłkarz, trener
  - Anders Jarl, szwedzki kolarz szosowy
  - Anna Machcewicz, polska historyczka i dziennikarka
  - Jillian Richardson, kanadyjska lekkoatletka, sprinterka
- 11 marca: 
  - Nigel Adkins, angielski piłkarz, trener
  - Halina Benedyk, polska piosenkarka
  - Bożena Indrzycka-Niaz, polska lekkoatletka, biegaczka długodystansowa
  - Jesse Jackson Jr., amerykański polityk
  - Erzsébet Kocsis, węgierska piłkarka ręczna
  - Wallace Langham, amerykański aktor
- 12 marca:
  - Rolands Bulders, łotewski piłkarz
  - Zuzanna Leśniak-Goulais, polska aktorka (zm. 1991)
  - Ivari Padar, estoński polityk
  - Jacek Regulski, polski gitarzysta, członek zespołu Kat (zm. 1999)
  - Liza Umarowa, czeczeńska pieśniarka
- 13 marca:
  - Krzysztof Grabowski, polski wokalista, członek zespołów: Pidżama Porno i Strachy na Lachy
  - Tony Olsson, szwedzki żużlowiec
  - Robert Papieski, polski tłumacz, krytyk literacki i eseista
- 14 marca: 
  - Jelena Agafonnikowa, rosyjska koszykarka, trenerka
  - José Francisco Falcão de Barros, brazylijski duchowny katolicki, biskup pomocniczy Ordynariatu Polowego Brazylii
  - Aamir Khan, indyjski aktor, reżyser i producent filmowy
  - Mirosław Kowalik, polski basista, członek zespołu Raz, Dwa, Trzy
  - Billy Sherwood, amerykański muzyk, kompozytor, producent muzyczny
  - Kevin Williamson, amerykański aktor, scenarzysta filmowy
- 15 marca:
  - Swietłana Miedwiediewa, rosyjska była pierwsza dama
  - Pascal Tayot, francuski judoka
- 16 marca:
  - Utut Adianto, indonezyjski szachista, trener, polityk
  - Siergiej Bazariewicz, rosyjsko-grecki koszykarz
  - Cindy Brown, amerykańska koszykarka
  - Mark Carney, kanadyjski ekonomista
  - Aleksandr Jidkov, azerski piłkarz, bramkarz
  - Kim Seong-mun, południowokoreański zapaśnik
  - Belén Rueda, hiszpańska aktorka
  - Miquel Soler, hiszpański piłkarz
- 17 marca:
  - Thomas Kiangio, tanzański duchowny katolicki
  - Waldemar Kosiński, polski sztangista
  - Luis Carlos Quintanilha, brazylijski piłkarz
  - Gerd Riss, niemiecki żużlowiec
- 18 marca: 
  - Birgit Clarius, niemiecka lekkoatletka, wieloboistka
  - Jozef Mihál, słowacki polityk
  - Ray Stewart, jamajski lekkoatleta, sprinter
  - Roman Szewczyk, polski piłkarz
  - Sławomir Zawada, polski sztangista
- 19 marca: 
  - Agnieszka Kryszczyńska, polska astronom, dr hab. nauk fizycznych
  - Agnieszka Pilaszewska, polska aktorka
  - Fred Stoller, amerykański aktor, komik, scenarzysta
- 20 marca:
  - Taeko Kawata, japońska aktorka głosowa
  - Tomasz Kożuchowski, polski perkusista, członek zespołów: Tilt i Armia
- 21 marca:
  - Xavier Bertrand, francuski polityk, prezydent regionu Hauts-de-France
  - Katarzyna Gdaniec, polska tancerka i choreografka
  - Chen Longcan, chiński tenisista stołowy
  - Cynthia Geary, amerykańska aktorka
  - Mario Iceta, baskijski duchowny katolicki, biskup Bilbao
- 22 marca:
  - Roman Hryhorczuk, ukraiński piłkarz, trener
  - Ice MC, brytyjski muzyk eurodance pochodzenia jamajskiego
  - Jorge Luís da Silva, brazylijski piłkarz, trener
- 23 marca:
  - Sarah Buxton, amerykańska aktorka
  - Richard Grieco, amerykański aktor, piosenkarz, model
  - Trine Haltvik, norweska piłkarka ręczna, trenerka
  - Aneta Kręglicka, polska modelka, fotomodelka, bizneswoman, zdobywczyni tytułu Miss World
  - Agata Młynarska, polska dziennikarka i prezenterka telewizyjna
- 24 marca: 
  - Jens Becker, niemiecki basista heavymetalowy
  - Peter Jacobson, amerykański aktor
  - Artur Reinhart, polski montażysta i operator filmowy
  - Undertaker, amerykański wrestler
- 25 marca:
  - Barry Abdullaje, polski aktor niezawodowy pochodzenia gwinejskiego
  - Raffaella Baracchi, włoska aktorka
  - Avery Johnson, amerykański koszykarz, trener
  - Stefka Kostadinowa, bułgarska lekkoatletka, skoczkini wzwyż
  - Sarah Jessica Parker, amerykańska aktorka
- 26 marca: 
  - Trey Azagthoth, amerykański gitarzysta, kompozytor, członek zespołu Morbid Angel
  - Jonathan Glazer, brytyjski reżyser i scenarzysta filmowy
  - José Manuel Garita Herrera, kostarykański duchowny katolicki, biskup Ciudad Quesada
  - Maciej Pawłowski, polski dyrygent, kompozytor, producent muzyczny
  - Prakash Raj, indyjski aktor, producent filmowy
- 27 marca:
  - Helena Duplantis(inne języki), szwedzka lekkoatletka, wieloboistka
  - Marek Dziekan, polski arabista, islamista, literaturoznawca
  - Gregor Foitek, szwajcarski kierowca wyścigowy
- 28 marca:
  - Steve Bull, angielski piłkarz, trener
  - Tomasz Kolbusz, polski przedsiębiorca, pionier polskiego Internetu (zm. 2006)
  - Felipe Pérez Roque, kubański polityk
  - Beata Rakowska, polska aktorka
- 29 marca:
  - Júnior Negão, brazylijski piłkarz plażowy
  - William Oefelein, amerykański komandor, inżynier, astronauta
  - Stanisław Papież, polski dziennikarz, polityk, poseł na Sejm IV i V kadencji (zm. 2023)
  - Wula Patulidu, grecka lekkoatletka, płotkarka i skoczkini w dal
  - Foto Strakosha, albański piłkarz, bramkarz
- 30 marca:
  - Jacqueline Börner, niemiecka łyżwiarka szybka
  - Juliet Landau, amerykańska aktorka
  - Karel Nováček, czeski tenisista
  - Keith Williams, amerykański koszykarz
- 31 marca:
  - Patty Fendick, amerykańska tenisistka
  - Kevin Greutert, amerykański montażysta, aktor, scenarzysta i reżyser filmowy
  - Jean-Christophe Lafaille, francuski himalaista (zm. 2006)
  - William McNamara, amerykański aktor
  - Roland Orlik, polski skrzypek
  - Piotr Żyżelewicz, polski perkusista, członek zespołów: Armia, Izrael, Voo Voo i 2Tm2,3 (zm. 2011)
- 1 kwietnia: 
  - Tomas Alfredson, szwedzki aktor, montażysta, scenarzysta i reżyser filmowy
  - Božidar Đelić, serbski ekonomista, polityk
  - Mark Jackson, amerykański koszykarz, trener, analityk
  - Arkadiusz Wojciech Klimowicz, polski samorządowiec, burmistrz Darłowa
  - Brian Nielsen, duński bokser
  - Fuat Yıldız, turecki i niemiecki zapaśnik
  - Rıfat Yıldız, turecki i niemiecki zapaśnik
- 2 kwietnia:
  - Wilfred Anagbe, nigeryjski duchowny katolicki, biskup Makurdi
  - Martin van der Horst, holenderski siatkarz
  - Serge Quisquater, belgijski piosenkarz, prezenter telewizyjny
  - Krzysztof Skowroński, polski dziennikarz, publicysta
- 3 kwietnia:
  - Mirosław Jaworski, polski szachista
  - Katsumi Ōenoki, japoński piłkarz
  - Jan Vapaavuori, fiński prawnik, polityk, samorządowiec, burmistrz Helsinek
- 4 kwietnia:
  - Robert Downey Jr., amerykański aktor, komik, scenarzysta i producent filmowy
  - Alain Faubert, kanadyjski duchowny katolicki, biskup pomocniczy Montrealu
  - Robert Maciejuk, polski malarz
  - Janusz Olech, polski szablista
  - Norma Torres, amerykańska polityk, kongreswoman
- 5 kwietnia: 
  - Víctor Alejandro Aguilar Ledesma, meksykański duchowny katolicki, biskup pomocniczy Morelii
  - Elizabeth McIntyre, amerykańska narciarka dowolna
  - Swietłana Paramygina, rosyjska biathlonistka
- 6 kwietnia:
  - Frank Black, amerykański muzyk, lider zespołu Pixies
  - Amedeo Carboni, włoski piłkarz
  - Tomas Molinares, kolumbijski bokser
  - Rica Reinisch, niemiecka pływaczka
- 7 kwietnia: 
  - Mark Brzezinski, amerykański prawnik, dyplomata pochodzenia polsko-czeskiego
  - Ángeles González-Sinde, hiszpańska reżyserka i scenarzystka filmowa
  - Marzena Paduch, polska urzędniczka, bizneswoman, polityk, poseł na Sejm RP
  - Mati Raidma, estoński polityk
  - Matt Servitto, amerykański aktor
- 8 kwietnia:
  - Cwetan Cwetanow, bułgarski samorządowiec, polityk
  - Lucjan (Kucenko), rosyjski biskup prawosławny
  - Žanna Kulakova, łotewska działaczka samorządowa, burmistrz Dyneburga
- 9 kwietnia:
  - Paolo Canè, włoski tenisista
  - Vladimír Morávek, czeski reżyser i scenarzysta filmowy
  - Colin Pascoe, walijski piłkarz, trener
  - Mark Pellegrino, amerykański aktor
  - Paulina Porizkova, czesko-amerykańska modelka, aktorka
- 10 kwietnia:
  - Tim Alexander, amerykański perkusista, członek zespołów: Primus, A Perfect Circle i Puscifer
  - Meriam Bellina, indonezyjska aktorka
  - David Brécourt, francuski aktor
  - Juan Costa, hiszpański prawnik, polityk
  - Grzegorz Gronkiewicz, polski kolarz szosowy
  - Rita Kőbán, węgierska kajakarka
  - Raimundas Lopata, litewski historyk, politolog
  - Aivo Orav, estoński dyplomata
  - Omar Sosa, kubański pianista i kompozytor jazzowy
  - Stanisław Więciorek, polski rugbysta
  - Jarosław Wnuk, polski operator filmowy
- 12 kwietnia: 
  - Nino Abesadze, izraelska polityk
  - Kim Bodnia, duński aktor, scenarzysta i reżyser
  - Missael Espinoza, meksykański piłkarz
  - Pavel Soukup, czeski kolarz torowy
  - Malo Vaga, samoański trener piłkarski
- 13 kwietnia: 
  - Michal Bílek, czeski piłkarz, trener
  - Nina Gawriluk, rosyjska biegaczka narciarska
  - Elisabetta Gnone, włoska autorka komiksów
  - Tord Henriksson, szwedzki lekkoatleta, trójskoczek
  - Jean-Philippe Nault, francuski duchowny katolicki, biskup Digne
  - Wiktor Triegubow, rosyjski sztangista
- 14 kwietnia: 
  - Ołeksandr Kłymenko, ukraiński przedsiębiorca, polityk
  - Li Huirong, chińska lekkoatletka, trójskoczkini
  - Yukihiro Matsumoto, japoński informatyk
  - Jarosław Rabenda, polski aktor, lektor
- 15 kwietnia:
  - Salou Djibo, nigerski dowódca wojskowy, polityk, tymczasowy szef państwa
  - Ole Christian Eidhammer, norweski skoczek narciarski
  - Lilies Handayani, indonezyjska łuczniczka
  - Lars Arvid Nilsen, norweski lekkoatleta, kulomiot
  - Sōichi Noguchi, japoński astronauta
  - Linda Perry, amerykańska piosenkarka, kompozytorka, autorka tekstów pochodzenia portugalsko-brazylijskiego
- 16 kwietnia:
  - Jon Cryer, amerykański aktor, scenarzysta i producent filmowy
  - Jarosław Gruda, polski aktor
  - Martin Lawrence, amerykański aktor, komik, reżyser, scenarzysta i producent filmowy
  - Jennifer Stoute, brytyjska lekkoatletka, sprinterka
- 17 kwietnia:
  - Aleksandr Barkow, rosyjski hokeista, trener
  - William Mapother, amerykański aktor
  - Dorota Ryst, polska poetka
- 18 kwietnia:
  - Jim Boylen, amerykański koszykarz, trener
  - Camille Coduri, brytyjska aktorka
  - Herkus Kunčius, litewski prozaik, dramaturg
  - Andreas Schaad, szwajcarski narciarz, specjalista kombinacji norweskiej
  - Christopher Sullivan, amerykański piłkarz
- 19 kwietnia:
  - Natalie Dessay, francuska śpiewaczka operowa (sopran liryczno-koloraturowy)
  - Marion Knight, amerykański producent muzyczny, przestępca
- 20 kwietnia:
  - Mahdi Ali, emiracki piłkarz, trener
  - Didier Faivre-Pierret, francuski kolarz szosowy
  - April March, amerykańska piosenkarka, autorka tekstów
  - Rolf Sørensen, duński kolarz szosowy
- 21 kwietnia:
  - Ed Belfour, kanadyjski hokeista, bramkarz
  - Edwin Benne, holenderski siatkarz, trener
  - Thomas Helmer, niemiecki piłkarz, działacz i dziennikarz sportowy
  - Mihail Marin, rumuński szachista
  - Oliver McCall, amerykański bokser
  - Pierbattista Pizzaballa, włoski franciszkanin, kustosz Ziemi Świętej, kardynał
  - Christina Plate, niemiecka aktorka
  - Anna Skowronek-Mielczarek, polska ekonomistka, profesor nauk ekonomicznych (zm. 2021)
  - Robert Tondera, polski aktor
- 22 kwietnia:
  - Claudine Brohet, belgijska piłkarka, bramkarka, sędzia piłkarska
  - Roman Coppola, amerykański aktor, reżyser, scenarzysta i producent filmowy
  - Dennis Hopson, amerykański koszykarz
  - David Vincent, amerykański wokalista, basista, członek zespołów: Morbid Angel i Terrorizer
  - Dariusz Wiktorowicz, polski aktor
- 23 kwietnia:
  - Reginaldo Paes Leme Ferreira, brazylijski piłkarz, bramkarz
  - Marek Niedbała, polski przedsiębiorca, polityk, poseł na Sejm RP
  - Donna Weinbrecht, amerykańska narciarka dowolna
- 24 kwietnia:
  - Natalie Jaresko, ukraińsko-amerykańska bizneswoman, polityk, dyplomata
  - Rosalinda Serfaty, argentyńsko-wenezuelska aktorka pochodzenia żydowskiego
  - Steve Trittschuh, amerykański piłkarz
- 25 kwietnia – Mark Bryant, amerykański koszykarz
- 26 kwietnia:
  - Susannah Harker, brytyjska aktorka
  - Kevin James, amerykański aktor, producent filmowy i telewizyjny
  - Andrea Parenti, włoski łucznik
- 27 kwietnia: 
  - Anna Chancellor, brytyjska aktorka
  - Piotr Chmielowski, polski przedsiębiorca, polityk, poseł na Sejm RP
  - Robert Kowalski, polski aktor
- 28 kwietnia:
  - Marek Godlewski, polski piłkarz
  - Petro Kotok, ukraiński zapaśnik
  - Eva Twardokens, amerykańska narciarka alpejska pochodzenia polskiego
- 29 kwietnia:
  - Jürgen Evers, niemiecki lekkoatleta, sprinter
  - Alfonso Fernández Mañueco, hiszpański polityk, prezydent Kastylii i Leónu
  - Amy Krouse Rosenthal, amerykańska pisarka (zm. 2017)
  - Felipe Miñambres, hiszpański piłkarz, trener
  - Łarisa Turczinska, rosyjska lekkoatletka, wieloboistka
  - Ivana Zemanová, czeska romanistka, polityk, pierwsza dama
- 30 kwietnia:
  - Daniela Costian, rumuńska i australijska lekkoatletka, dyskobolka
  - Eddie McGoldrick, irlandzki piłkarz
  - Torfi Ólafsson, islandzki strongman
  - Adrian Pasdar, amerykański aktor, reżyser filmowy pochodzenia irańsko-niemieckiego
  - Pinga, brazylijski piłkarz
  - Ilmārs Rimšēvičs, łotewski ekonomista, urzędnik państwowy, prezes Banku Łotwy
  - Catalino Rivarola, paragwajski piłkarz
- 1 maja – Erik Bergkvist, szwedzki samorządowiec, polityk, eurodeputowany (zm. 2024)
- 2 maja: 
  - Dmytro Firtasz, ukraiński przedsiębiorca
  - Róbert Isaszegi, węgierski bokser
  - Renata Katewicz, polska lekkoatletka, dyskobolka
- 3 maja:
  - Bae Ki-tae, południowokoreański łyżwiarz szybki
  - Rob Brydon, walijski aktor, komik
  - Fran Escribá, hiszpański piłkarz, trener
  - Jarosław Grzędowicz, polski pisarz science fiction
  - John Jensen, duński piłkarz, trener
  - Michaił Prochorow, rosyjski przedsiębiorca, miliarder
- 5 maja: 
  - Agnieszka Dudzińska, polska socjolog
  - Fei Junlong, chiński pułkownik lotnictwa, astronauta
  - Mark Keller, niemiecki aktor
  - Leslie Law, brytyjski jeździec sportowy
- 6 maja: 
  - Stephen Gaghan, amerykański scenarzysta i reżyser filmowy
  - Mia Hermansson-Högdahl, szwedzka piłkarka ręczna
  - Leslie Hope, kanadyjska aktorka
  - Mariusz Max Kolonko, polski dziennikarz, publicysta, prezenter i producent telewizyjny
  - Witold Lechowski, polski polityk, wicewojewoda podkarpacki
  - Juan Carlos Lemus, kubański bokser
  - Marjan Mrmić, chorwacki piłkarz, bramkarz, trener
  - Władysław Puc, polski koszykarz
- 7 maja:
  - Henrik Andersen, duński piłkarz
  - Eric Eichmann, amerykański piłkarz
  - Radosław Kujawa, polski generał, wiceminister
  - Huang Zhihong, chiński lekkoatleta, kulomiot
  - Norman Whiteside, północnoirlandzki piłkarz
- 8 maja:
  - Antonio Ananiew, bułgarski piłkarz, bramkarz, trener
  - Mario Frick, liechtensteinski polityk, premier Liechtensteinu
- 9 maja:
  - Małgorzata Chodakowska, polska rzeźbiarka
  - Gundars Daudze, łotewski lekarz, polityk
  - Petri Järvinen, fiński piłkarz, trener
  - Will Sanders, holenderski muzyk, pedagog
  - Lothar Sippel, niemiecki piłkarz
  - Steve Yzerman, kanadyjski hokeista
- 10 maja:
  - Linda Evangelista, kanadyjska modelka
  - Roswitha Meyer, austriacka aktorka
  - Rony Seikaly, libański koszykarz, posiadający także amerykańskie obywatelstwo
- 11 maja: 
  - Stefano Domenicali, włoski menedżer, szef Scuderia Ferrari
  - Monsour del Rosario, filipiński taekwondzista, aktor
  - Mike Sifringer, niemiecki gitarzysta, kompozytor, członek zespołu Destruction
  - Wang Xiuting, chińska lekkoatletka, biegaczka długodystansowa
- 12 maja:
  - Jan Jandourek, czeski socjolog, pisarz
  - Panos Kamenos, grecki ekonomista, polityk
  - Ołeh Musij, ukraiński lekarz, polityk
- 13 maja: 
  - Alejandro Abellan, kanadyjski aktor pochodzenia hiszpańskiego
  - Pranvera Lumani, albańska aktorka
- 14 maja: 
  - Eoin Colfer, irlandzki pisarz
  - Curt Harnett, kanadyjski kolarz torowy
  - Erik Paulsen, amerykański polityk, kongresmen
- 15 maja:
  - George Fouché, południowoafrykański kierowca wyścigowy (zm. 2023)
  - Irina Kiriłłowa, rosyjska siatkarka
  - Raí, brazylijski piłkarz
  - Martin Sonneborn, niemiecki dziennikarz, satyryk, polityk, eurodeputowany
- 16 maja: 
  - Birgitta Bengtsson, szwedzka żeglarka sportowa
  - Jason, norweski autor komiksów
  - Krist Novoselic, amerykański muzyk rockowy, członek zespołów: Nirvana i Flipper
  - Grzegorz Pacek, polski scenarzysta, reżyser filmów fabularnych i dokumentalnych
  - Vincent Regan, amerykański aktor
  - Grzegorz Ślak, polski przedsiębiorca
- 17 maja: 
  - Massimo Crippa, włoski piłkarz
  - Kim Jae-yup, południowokoreański judoka
  - Claudia Koll włoska aktorka
  - Trent Reznor, amerykański muzyk, producent muzyczny, lider zespołu Nine Inch Nails
- 18 maja – Dennis Schiller, szwedzki piłkarz
- 19 maja:
  - Cecilia Bolocco, chilijska prezenterka telewizyjna, zdobywczyni tytułu Miss Universe
  - Marcin Jabłoński, polski polityk, samorządowiec, wojewoda lubuski
  - Tomasz Jasina, polski piłkarz, komentator sportowy
  - Jacek Piekara, polski pisarz fantasy, dziennikarz
  - Małgorzata Pieńkowska, polska aktorka
- 20 maja:
  - Roberta Brunet, włoska lekkoatletka, biegaczka długodystansowa
  - Bruno Marie-Rose, francuski lekkoatleta, sprinter
  - Paolo Seganti, włoski aktor, model
- 21 maja:
  - Mihály Balla, węgierski samorządowiec, polityk, eurodeputowany
  - Paco Llorente, hiszpański piłkarz
- 22 maja:
  - Fanis Christodulu, grecki koszykarz
  - Majia Usowa, rosyjska łyżwiarka figurowa, trenerka
  - Theresa Zabell, hiszpańska żeglarka sportowa, polityk
- 23 maja:
  - Jon Inge Kjørum, norweski skoczek narciarski
  - János Martinek, węgierski pięcioboista nowoczesny
  - Melissa McBride, amerykańska aktorka
  - Manuel Sanchis, hiszpański piłkarz
  - Tom Tykwer, niemiecki reżyser i scenarzysta filmowy
  - Dariusz Wieczorek, polski samorządowiec, polityk, poseł na Sejm RP
  - Kappei Yamaguchi, japoński aktor
- 24 maja: 
  - Philip Claeys, flamandzki i belgijski polityk, eurodeputowany
  - John C. Reilly, amerykański aktor pochodzenia irlandzko-litewskiego
  - Shin’ichirō Watanabe, japoński reżyser, scenarzysta i producent filmowy
- 25 maja: 
  - Yahya Jammeh, gambijski polityk, prezydent Gambii
  - Olga Lugo, wenezuelska zapaśniczka
  - John Olivas, amerykański inżynier, astronauta
- 26 maja: 
  - Miri Regew, izraelska polityk
  - Violeta Szekely, rumuńska lekkoatletka, biegaczka średniodystansowa
  - Mirosław Tomasik, polski hokeista
- 27 maja:
  - Pat Cash, australijski tenisista
  - Doug West, amerykański koszykarz
  - Kristina Winberg, szwedzka polityk
- 28 maja:
  - Zbigniew Bryjak, polski hokeista, trener
  - Mary Coughlan, irlandzka polityk
  - Torbjörn Kornbakk, szwedzki zapaśnik
  - Marek Staniek, polski samorządowiec, burmistrz Iwanisk
- 29 maja:
  - Pierre Aubameyang, gaboński piłkarz
  - Andrea Bellati, szwajcarski kolarz szosowy
  - Cezary Gurjew, polski dziennikarz sportowy
  - Jarmo Myllys, fiński hokeista, bramkarz
  - Matthew Porretta, amerykański aktor
  - Marcelo Ramírez, chilijski piłkarz, bramkarz
  - Emilio Sánchez, hiszpański tenisista
- 30 maja:
  - Troy Coker, australijski rugbysta
  - Billy Donovan, amerykański koszykarz, trener
  - Leszek Gęsiak, polski duchowny katolicki, jezuita, rzecznik KEP
- 31 maja:
  - Simon Cross, angielski żużlowiec
  - Brooke Shields, amerykańska aktorka, fotomodelka
  - Adam Wójcik, polski siatkarz
- 1 czerwca:
  - India Allen, amerykańska modelka, aktorka
  - Raúl Diago, kubański siatkarz
  - Corey Gaines, amerykański koszykarz, trener
  - Zbigniew Gryglas, polski przedsiębiorca, polityk, poseł na Sejm RP
  - Łarisa Łazutina, rosyjska biegaczka narciarska
  - Olga Nazarowa, rosyjska lekkoatletka, sprinterka
  - Nigel Short, brytyjski szachista
- 2 czerwca: 
  - Franjo Arapović, chorwacki koszykarz
  - Jens-Peter Herold, niemiecki lekkoatleta, średniodystansowiec
  - Sabine Laruelle, belgijska polityk, przewodnicząca Senatu
  - Sławomir Mizerkiewicz, polski gitarzysta
  - Ołeh Sawkin, ukraiński aktor, prezenter pogody
  - Mark Waugh, australijski krykiecista
  - Steve Waugh, australijski krykiecista
- 3 czerwca:
  - Helena Fuchsová, czeska lekkoatletka, sprinterka i biegaczka średniodystansowa (zm. 2021)
  - Sabrina Goleš, chorwacka tenisistka
  - Michael Moore, brytyjski polityk
  - Stefan Oster, niemiecki duchowny katolicki, biskup Pasawy
  - Junior Reid, jamajski wokalista
  - Tomasz Ziembiński, polski koszykarz, trener
- 4 czerwca:
  - Tim Branom, amerykański muzyk, producent muzyczny, autor tekstów piosenek, inżynier dźwięku
  - Michael Doohan, australijski motocyklista wyścigowy
  - Hervé Flandin, francuski biathlonista
  - Andrea Jaeger, amerykańska tenisistka
  - Jan Emeryk Rościszewski, polski przedsiębiorca
  - Ryan Tower, amerykański aktor, model
  - Shannon Walker, amerykańska astrofizyk, astronautka
- 5 czerwca: 
  - Michael E. Brown, amerykański astronom
  - Juliusz Kruszankin, polski piłkarz, trener
  - Irina Kusakina, rosyjska saneczkarka
  - Michel Moran, francuski restaurator i mistrz kuchni pochodzenia hiszpańskiego
- 6 czerwca: 
  - Donat Acklin, szwajcarski bobsleista
  - Wojciech Billip, polski aktor
  - Bohdan Danyłyszyn, ukraiński ekonomista, polityk
  - Erik Fosnes Hansen, norweski pisarz
  - Megumi Ogata, japońska aktorka, piosenkarka
  - Lucy Tyler-Sharman, australijska kolarka torowa pochodzenia amerykańskiego
- 7 czerwca: 
  - Mick Foley, amerykański wrestler, pisarz i komik
  - Damien Hirst, brytyjski artysta awangardowy
  - Robert Janson, polski kompozytor, aranżer, wokalista, gitarzysta, lider zespołu Varius Manx
  - Dragan Primorac, chorwacki pediatra, genetyk, polityk
  - Yann Samuell, francuski reżyser i scenarzysta filmowy
- 8 czerwca:
  - Karin Alvtegen, szwedzka pisarka, scenarzystka filmowa
  - Kazuoki Kodama, japoński kombinator norweski
  - Stanley Love, amerykański astronom, astronauta
  - Giovanni Cesare Pagazzi, włoski duchowny katolicki
- 9 czerwca: 
  - Manuela Drescher, niemiecka biegaczka narciarska
  - Szczepan Sadurski, polski satyryk, rysownik, karykaturzysta, dziennikarz
- 10 czerwca:
  - Bohumil Brhel, czeski żużlowiec
  - Elizabeth Hurley, brytyjska aktorka, producentka filmowa, modelka
  - Tadeusz Sołtys, polski dziennikarz radiowy
- 11 czerwca: 
  - Roman Kreuziger czeski kolarz szosowy i przełajowy
  - Rogelio Marcelo, kubański bokser
  - Beata Pawlikowska, polska pisarka, podróżniczka, dziennikarka, fotografka, tłumaczka
  - Christian Streich, niemiecki piłkarz, trener
- 12 czerwca: 
  - Florence Guérin, francuska aktorka
  - Slobodan Krčmarević, serbski piłkarz, trener
  - Gwen Torrence, amerykańska lekkoatletka, sprinterka
  - Cathy Tyson, brytyjska aktorka
- 13 czerwca:
  - Chuck Behler, amerykański perkusista
  - Tove Jaarnek, szwedzka piosenkarka
  - Krystyna, infantka hiszpańska
  - Lesli Kay, amerykańska aktorka
- 14 czerwca:
  - Andrew Green, brytyjski inżynier i projektant Formuły 1
  - Kęstutis Skrebys, litewski prawnik, przedsiębiorca, polityk
- 15 czerwca: 
  - Władysław Balakowicz, polski hokeista
  - Annelies Bredael, belgijska wioślarka
  - Bogdan Kalus, polski aktor
  - Karim Masimow, kazachski polityk, premier Kazachstanu
  - Carrie Mitchum, amerykańska aktorka
- 16 czerwca:
  - Jurij Chanon, rosyjski kompozytor, pianista
  - Andrea Ghez, amerykańska astronom, wykładowczyni akademicka
  - Agata Kwiatkowska-Lubańska, polska projektantka wzornictwa przemysłowego, profesor sztuk plastycznych
- 17 czerwca:
  - Giuseppe Alberti, włoski duchowny katolicki
  - Peter Hric, słowacki kolarz górski i przełajowy (zm. 2025)
  - Dan Jansen, amerykański łyżwiarz szybki
- 18 czerwca:
  - Xavier Blond, francuski biathlonista
  - Kim Dickens, amerykańska aktorka, modelka
  - Anikó Meksz, węgierska piłkarka ręczna, bramkarka
- 19 czerwca: 
  - Sabine Braun, niemiecka lekkoatletka, wieloboistka
  - Sadie Frost, brytyjska aktorka, projektantka mody
  - Hilario González García, meksykański duchowny katolicki, biskup Linares
  - Christine Lambrecht, niemiecka polityk, prawniczka i samorządowiec
  - Andrew Lauer, amerykański aktor
  - Ronaldão, brazylijski piłkarz
- 20 czerwca:
  - Jerzy Ciruk, polski szachista
  - Edward Klass, amerykański piłkarz wodny
  - Zsolt Muzsnay, rumuński piłkarz pochodzenia węgierskiego
  - Jürgen Wirth, niemiecki biathlonista
- 21 czerwca:
  - Anna Kicior, polska siatkarka
  - Jorge Moragas, hiszpański polityk, dyplomata
  - John Radzilowski, amerykański historyk, wykładowca akademicki pochodzenia polskiego
  - Lana Wachowski, amerykańska reżyserka i scenarzystka filmowa pochodzenia polskiego
  - Yang Liwei, chiński pułkownik lotnictwa, tajkonauta
  - Sonique, brytyjska piosenkarka
- 22 czerwca:
  - Vlad Alexandrescu, rumuński filolog, historyk idei, nauczyciel akademicki, dyplomata, polityk
  - Uwe Boll, niemiecki reżyser i producent filmowy
  - Richard Milton, szwedzki pływak
  - Ľubomír Moravčík, słowacki piłkarz
- 23 czerwca:
  - Paul Arthurs, brytyjski muzyk, członek zespołu Oasis
  - Roy Knickman, amerykański kolarz szosowy i przełajowy
  - Mohammad Szahmiri, irański sędzia siatkarski
- 24 czerwca:
  - Michael Knauth, niemiecki hokeista na trawie
  - Uwe Krupp, niemiecki hokeista, trener
  - Marla Streb, amerykańska kolarka górska
- 25 czerwca:
  - Jean Castex, francuski polityk, premier Francji
  - Stan Longinidis, australijski kick-boxer pochodzenia greckiego
  - Kerri Pottharst, australijska siatkarka plażowa
- 26 czerwca – Jana Hybášková, czeska polityk, dyplomata
- 27 czerwca: 
  - Pablo Bengoechea, urugwajski piłkarz
  - Peter Bossu, belgijski i flamandzki pisarz, samorządowiec, polityk
  - Joseph Fornieri, amerykański historyk, politolog
  - Grzegorz Janik, polski nauczyciel, polityk, poseł na Sejm RP
- 28 czerwca: 
  - Hansjörg Aschenwald, austriacki narciarz, kombinator norweski
  - Morten Bruun, duński piłkarz, trener
  - Cyrille Makanaky, kameruński piłkarz
  - John Medeski, amerykański pianista i kompozytor jazzowy
  - Marko Medo, chorwacki duchowny katolicki
  - Maciej Szczęsny, polski piłkarz, bramkarz, komentator telewizyjny
  - Michele Timms, australijska koszykarka
- 29 czerwca: 
  - Tripp Rex Eisen, amerykański gitarzysta, członek zespołów: Murderdolls, Dope i Static-X
  - Agnieszka Kluk-Kochańska, polska aktorka, dziennikarka, prezenterka telewizyjna (zm. 2017)
  - Marek Kwieciński, polski siatkarz, trener
  - Lars Otto Olsen, duński kolarz torowy
  - Zeebee, austriacka piosenkarka, kompozytorka
- 30 czerwca:
  - Anna Levandi, rosyjska łyżwiarka figurowa, trenerka
  - Gary Pallister, angielski piłkarz
  - Mitch Richmond, amerykański koszykarz
- 1 lipca:
  - Adam Dziadek, polski historyk literatury
  - Carl Fogarty, brytyjski motocyklista wyścigowy
  - Ewa Kryńska, polska kulturystka
  - Agnieszka Liszewska, polska prawnik, wykładowca akademicki
  - Luis Antonio Valdéz, meksykański piłkarz
  - Harald Zwart, norweski aktor, reżyser, scenarzysta, producent i montażysta filmowy
- 2 lipca – Adam Czerwiński, polski perkusista jazzowy
- 3 lipca: 
  - Artur Andrzejuk, polski filozof
  - Tommy Flanagan, szkocki aktor
  - Grzegorz Kempinsky, polski reżyser filmowy, teatralny i telewizyjny, scenarzysta, tłumacz
  - Connie Nielsen, duńska aktorka
- 4 lipca:
  - Harvey Grant, amerykański koszykarz
  - Horace Grant, amerykański koszykarz
  - Erik Johnsen, norweski skoczek narciarski
  - Kiriakos Karataidis, grecki piłkarz
  - Tracy Letts, amerykański dramaturg, scenarzysta i aktor
  - Giancarlo Marocchi, włoski piłkarz
  - Constanze Moser-Scandolo, niemiecka łyżwiarka szybka
  - Rosie Malek Yonan, irańska aktorka, reżyserka, obrończyni praw człowieka pochodzenia asyryjskiego
  - Inon Zur, izraelsko-amerykański kompozytor
- 5 lipca:
  - Ludmiła Rubleuska, białoruska poetka, pisarka i krytyk literacka
  - Paweł Szwed, polski aktor
  - Małgorzata Walewska, polska śpiewaczka operowa (mezzosopran)
- 6 lipca:
  - Beata Bednarz, polska piosenkarka, muzyk
  - Maciej Gąsiorek, polski aktor
  - Paweł Kowalski, polski pianista
  - Jens Müller, niemiecki saneczkarz
  - Marian Widz, polski rolnik, polityk, poseł na Sejm RP
  - Anna Zalewska, polska nauczycielka, działaczka samorządowa, polityk, poseł na Sejm RP, minister edukacji narodowej, eurodeputowana
- 7 lipca:
  - Dariusz Grudzień, polski basista, członek zespołów: Azyl P. i IRA
  - Khalid Ismaïl, emiracki piłkarz
  - Andreas Steinbach, niemiecki zapaśnik
  - Liuda Triabaitė, litewska kolarka szosowa
- 8 lipca: 
  - Monique de Bruin, holenderska kolarka szosowa i torowa
  - Ahmed El-Kass, egipski piłkarz
  - Hassan Nader, marokański piłkarz
  - Corey Parker, amerykański aktor
  - Lee Tergesen, amerykański aktor
- 9 lipca:
  - Frank Bello, amerykański basista, członek zespołu Anthrax
  - Nadine Capellmann, niemiecka jeźdźczyni sportowa
  - Rastislav Káčer, słowacki polityk
  - Mirosław Kropielnicki, polski aktor
  - David O’Hara, brytyjski aktor
  - Natalja Woronowa, rosyjska lekkoatletka, sprinterka
- 10 lipca: 
  - Danny Boffin, belgijski piłkarz
  - Aleksa Glücksburg, grecka księżniczka
  - Tan Liangde, chiński skoczek do wody
  - Katarzyna Szafrańska, polska narciarka alpejska, trenerka
- 11 lipca: 
  - Tony Cottee, angielski piłkarz, trener
  - Ernesto Hoost, holenderski kick-boxer
  - Iveta Malachovská, słowacka prezenterka telewizyjna, aktorka
  - Adam Ziemiński, polski trener koszykówki
- 12 lipca – Naohiko Minobe, japoński piłkarz
- 13 lipca:
  - Akina Nakamori, japońska piosenkarka
  - Piotr Prusiński, polski basista, członek zespołów: Roxa, Papa Dance i Ex-Dance
  - Arnd Schmitt, niemiecki szpadzista
- 14 lipca: 
  - Christophe Bonvin, szwajcarski piłkarz
  - Igor Choroszew, rosyjski muzyk, kompozytor
  - Ewa Kiedrowska, polska lekkoatletka, sprinterka
  - Urmas Kruuse, estoński polityk
  - Anna Malikowa, rosyjska pianistka
  - Pablo Villafranca, belgijski aktor, piosenkarz pochodzenia hiszpańskiego
- 15 lipca:
  - Archie Lafranco, hiszpański aktor
  - David Miliband, brytyjski politolog, polityk
- 16 lipca: 
  - Gianni Faresin, włoski kolarz szosowy
  - Wacław Gojniczek, polski historyk, wykładowca akademicki
  - Rufus Keppel, brytyjski arystokrata
  - Milan Ohnisko, czeski poeta, redaktor
  - Charles Smith, amerykański koszykarz
  - Marek Szczęsny, polski malarz, wykładowca akademicki
  - Dennis Walsh, amerykański duchowny katolicki
- 17 lipca:
  - Aysel Tuğluk, turecka polityk pochodzenia kurdyjskiego
  - Alex Winter, amerykański aktor, reżyser i scenarzysta filmowy
- 18 lipca: 
  - Weselina Kacarowa, bułgarska śpiewaczka operowa (mezzosopran)
  - Sławomir Rogucki, polski polityk, nauczyciel, poseł na Sejm RP
  - Petra Schersing, niemiecka lekkoatletka, sprinterka
  - András Sike, węgierski zapaśnik
- 19 lipca: 
  - Hajle Marjam Desalegne, etiopski polityk, premier Etiopii
  - Evelyn Glennie, szkocka perkusistka
  - Zvezdan Jovanović, serbski snajper, zabójca
  - Iwona Krawczyk, polska polityk, działaczka samorządowa, poseł na Sejm RP, wicemarszałek województwa dolnośląskiego
  - Martin Palmeri, argentyński kompozytor, dyrygent, pianista
  - Július Šimon, słowacki piłkarz
  - Igor Vrablic, kanadyjski piłkarz pochodzenia słowackiego
- 20 lipca:
  - Andrew Black, irlandzki pokerzysta
  - Robert Chmielewski, polski aktor, dziennikarz
  - Andreas Krieger (wcześniej Heidi Krieger), niemiecki lekkoatleta, kulomiot, transseksualista
  - Laurent Lucas, francuski aktor
  - Sung Kyung-hwa, południowokoreańska piłkarka ręczna
- 21 lipca:
  - François Baroin, francuski dziennikarz, polityk
  - Guðni Bergsson, islandzki piłkarz
  - Ibrahim Bilali, kenijski bokser
  - Iwko Ganczew, bułgarski piłkarz, bramkarz, trener
  - Janusz Marynowski, polski muzyk
  - Francis Moreau, francuski kolarz szosowy i torowy
- 22 lipca: 
  - Robert Aderholt, amerykański polityk, kongresman
  - Patrick Labyorteaux, amerykański aktor
  - Shawn Michaels, amerykański wrestler
  - Jacek Orłowski, polski reżyser teatralny, pedagog
  - Mario Tabares, kubański tenisista
- 23 lipca: 
  - Pierpaolo Ferrazzi, włoski kajakarz górski
  - Grace Mugabe, zimbabweńska polityk, pierwsza dama
  - Slash, brytyjski gitarzysta, członek zespołów: Guns N’ Roses i Velvet Revolver
- 24 lipca:
  - Paul Ben-Victor, amerykański aktor pochodzenia żydowskiego
  - Andrew Gaze, australijski koszykarz
  - Kadeem Hardison, amerykański aktor
  - Doug Liman, amerykański reżyser i producent filmowy
  - Paweł Sito, polski dziennikarz
- 25 lipca:
  - Jelena Biełowa, rosyjska biathlonistka
  - Illeana Douglas, amerykańska aktorka
  - Ahmed Ramzy, egipski piłkarz
- 26 lipca:
  - Mario Hoyer, niemiecki bobsleista
  - Jim Lindberg, amerykański wokalista, członek zespołu Pennywise
  - Jeremy Piven, amerykański aktor
  - Michael Rascher, kanadyjski wioślarz
- 27 lipca: 
  - José Luis Chilavert, paragwajski piłkarz, bramkarz
  - Aleksander Czerwoński, polski szachista, trener i działacz szachowy
  - José Morais, portugalski piłkarz, trener
  - Vesa Ylinen, fiński żużlowiec
- 28 lipca:
  - Rafał Kwaśniewski, polski gitarzysta rockowy, kompozytor, autor tekstów
  - Pedro Troglio, argentyński piłkarz, trener
- 29 lipca: 
  - Jon Øyvind Andersen, norweski muzyk, kompozytor, gitarzysta, członek zespołów: Old Man’s Child i Insidious Disease
  - Paweł Wilczak, polski aktor
  - Andrea Zorzi, włoski siatkarz
- 30 lipca:
  - Marina Calderone, włoska doradczyni zawodowa
  - Sybrand van Haersma Buma, holenderski prawnik, polityk
  - Wojciech Klich, polski piłkarz, trener
  - Piotr Konieczka, polski chemik, wykładowca akademicki
- 31 lipca:
  - Scott Brooks, amerykański koszykarz
  - Paolo Curtaz, włoski teolog katolicki, pisarz
  - Magnus Henrique Lopes, brazylijski duchowny katolicki, biskup Salgueiro
  - Ian Roberts, australijski rugbysta, aktor
  - J.K. Rowling, brytyjska pisarka
  - Kazimierz Sowa, polski duchowny katolicki, dziennikarz, publicysta
- 1 sierpnia:
  - Mirosław Copija, polski hokeista
  - Sam Mendes, brytyjski reżyser filmowy
  - Piotr Wysocki, polski perkusista
- 2 sierpnia:
  - Robert Chwiałkowski, polski kajakarz
  - Mark Cross, brytyjski perkusista
  - Angela Hauck, niemiecka łyżwiarka szybka
  - Joe Hockey, australijski polityk
  - Andrzej Marszałek, polski piłkarz ręczny, bramkarz
  - Rafael Paz, hiszpański piłkarz
- 3 sierpnia: 
  - Piotr Hemmerling, polski nauczyciel i samorządowiec, wicewojewoda kujawsko-pomorski
  - Bogdan Nowak, polski pilot wojskowy, samorządowiec, wicemarszałek województwa lubuskiego
  - Dariusz Pasieka, polski piłkarz, trener
  - Jordi Sans, hiszpański piłkarz wodny
- 4 sierpnia:
  - Anastasija, rosyjska piosenkarka, kompozytorka
  - Terri Lyne Carrington, amerykańska wokalistka, kompozytorka, perkusistka
  - Crystal Chappell, amerykańska perkusistka
  - Dennis Lehane, amerykański pisarz, scenarzysta filmowy
  - Fredrik Reinfeldt, szwedzki polityk, premier Szwecji
  - Michael Skibbe, niemiecki piłkarz, trener
  - James Tupper, kanadyjski aktor
- 5 sierpnia: 
  - Irina Archangielska, rosyjsko-polska siatkarka
  - Terri Dendy, amerykańska lekkoatletka, sprinterka
  - Dorin Mateuț, rumuński piłkarz
- 6 sierpnia:
  - Luc Alphand, francuski narciarz alpejski
  - Krzysztof Burnetko, polski dziennikarz, publicysta
  - Yuki Kajiura, japońska kompozytorka
  - Juliane Köhler, niemiecka aktorka
  - Stéphane Peterhansel, francuski kierowca i motocyklista rajdowy
  - Jacek Poniedziałek, polski aktor
  - Aleś Puszkin, białoruski malarz, performer, działacz opozycyjny (zm. 2023)
  - David Robinson, amerykański koszykarz
  - Thomas Schönlebe, niemiecki lekkoatleta, sprinter
- 7 sierpnia:
  - Jocelyn Angloma, francusko-gwadelupski piłkarz
  - José Manuel Imbamba, angolski duchowny katolicki, arcybiskup Saurimo
  - Iwona Jasser, polska biolog
  - Krzysztof Kościelniak, polski duchowny katolicki, wykładowca akademicki
  - Bernd Truntschka, niemiecki hokeista
- 8 sierpnia:
  - El Hefe, amerykański gitarzysta, członek zespołu NOFX
  - Barbara Latos, polska lekkoatletka, płotkarka
  - Witold Słowik, polski menedżer, samorządowiec, urzędnik państwowy
- 9 sierpnia: 
  - Igoris Pankratjevas, litewski piłkarz, trener
  - Sabine Petzl, austriacka aktorka
  - Happy Rhodes, amerykańska wokalistka, kompozytorka
  - John Smith, amerykański zapaśnik
- 10 sierpnia:
  - Namdżilyn Bajarsajchan, mongolski bokser
  - John Starks, amerykański koszykarz
- 11 sierpnia:
  - Andreas Bovenschulte, niemiecki prawnik, polityk, burmistrz Bremy
  - Embeth Davidtz, amerykańska aktorka
  - Viola Davis, amerykańska aktorka
  - Gunnar Halle, norweski piłkarz
  - Duane Martin, amerykański aktor
  - Greg Meghoo, jamajski lekkoatleta, sprinter
  - Shinji Mikami, japoński producent gier video
  - Katarzyna Snopko, polska gimnastyczka
- 12 sierpnia:
  - Aleksandr Klimow, rosyjski łyżwiarz szybki
  - Peter Krause, amerykański aktor
- 13 sierpnia:
  - Masashi Abe, japoński kombinator norweski
  - Małgorzata Baczyńska, polska projektantka mody
  - Armands Zeiberliņš, łotewski piłkarz, bramkarz, trener
- 14 sierpnia:
  - Monika Borys, polska tancerka, piosenkarka, aktorka, fotomodelka
  - Marcelino García Toral, hiszpański piłkarz, trener
  - Boris Kollár, słowacki przedsiębiorca i polityk, przewodniczący Rady Narodowej
  - Terry Richardson, amerykański fotograf
  - Solex, holenderska kompozytorka i wykonawczyni muzyki elektronicznej
- 15 sierpnia: 
  - Janusz Stankowiak, polski nauczyciel, samorządowiec, prezydent Starogardu Gdańskiego
  - Stojczo Stoew, bułgarski piłkarz
- 16 sierpnia: 
  - Swiatłana Piszcz, białoruska polityk
  - Jari Sillanpää, fiński piosenkarz
- 17 sierpnia:
  - Anna Maria Bernini, włoska polityk
  - David McCormick, amerykański polityk i przedsiębiorca
  - Anton Pfeffer, austriacki piłkarz, trener
  - Masa’aki Satake, japoński karateka, kick-boxer
  - Sławomir Starosta, polski muzyk, członek zespołu Balkan Electrique
  - Jacek Woda, polski szachista
- 18 sierpnia:
  - Markus Knüfken, niemiecki aktor
  - Walerij Malinin, rosyjski aktor
  - Ikue Ōtani, japońska aktorka głosowa
  - Nikolaos Panajotopulos, grecki prawnik, polityk
  - Tadeusz Rutkowski, polski historyk
- 19 sierpnia:
  - Kevin Dillon, amerykański aktor
  - Augustine Eguavoen, nigeryjski piłkarz, trener
  - Bernard Maseli, polski wibrafonista, członek zespołu Walk Away
  - Maria de Medeiros, portugalska aktorka, reżyserka filmowa, piosenkarka
  - Kyra Sedgwick, amerykańska aktorka, producentka filmowa
  - James Tomkins, australijski wioślarz
- 20 sierpnia:
  - KRS-One, amerykański raper, producent muzyczny
  - Jacek Nawrocki, polski siatkarz, trener
  - Moses Tanui, kenijski lekkoatleta, długodystansowiec
- 21 sierpnia: 
  - Janusz Chwierut, polski ekonomista, samorządowiec, polityk, poseł na Sejm RP
  - John Ioannidis, amerykański epidemiolog, biostatystyk i statystyk
  - Mariusz Kuras, polski piłkarz, trener
  - Wojciech Puścion, polski koszykarz, trener
- 22 sierpnia:
  - Jeorjos Christodulu, cypryjski piłkarz
  - Patricia Hy-Boulais, kanadyjska tenisistka
  - Kim Jackson, irlandzka piosenkarka
  - Ryszard Kamiński, polski rolnik, urzędnik państwowy
  - Thad McCotter, amerykański polityk
  - Krzysztof Najman, polski basista, kompozytor, członek zespołów: Virgin, Mech i Closterkeller
  - Ólafur Þórðarson, islandzki piłkarz, trener
- 23 sierpnia: 
  - Roger Avary, kanadyjsko-amerykański reżyser i scenarzysta filmowy
  - Ilija Trojanow, bułgarsko-niemiecki pisarz
- 24 sierpnia:
  - Sylvia Eder, szwajcarska narciarka alpejska
  - Marlee Matlin, amerykańska aktorka
  - Reggie Miller, amerykański koszykarz
- 25 sierpnia:
  - İsmail Faikoğlu, turecki zapaśnik
  - Andrew Feustel, amerykański geofizyk, astronauta
  - Luís Miguel Muñoz Cárdaba, hiszpański duchowny katolicki, arcybiskup, nuncjusz apostolski
  - Jacek Piorunek, polski prawnik, samorządowiec, członek zarządu województwa podlaskiego
  - David Taylor, walijski piłkarz
- 26 sierpnia:
  - Chris Burke, amerykański aktor
  - Azela Robinson, meksykańska aktorka pochodzenia brytyjskiego
  - Marcus du Sautoy, brytyjski matematyk
- 27 sierpnia:
  - Andrzej Anusz, polski historyk, polityk, poseł na Sejm RP
  - Matjaž Debelak, słoweński skoczek narciarski
  - E-Type, szwedzki muzyk eurodance
  - Bożena Kamińska, polska polityk, posłanka na Sejm RP
  - Ange Postecoglou, australijski piłkarz, trener pochodzenia greckiego
  - Lynn Shelton, amerykańska aktorka, reżyserka, scenarzystka, montażystka i producentka filmowa (zm. 2020)
  - Paulo Silas, brazylijski piłkarz, trener
- 28 sierpnia:
  - Marcello Antony, brazylijski aktor
  - Andrzej Buła, polski polityk, marszałek województwa opolskiego
  - Maciej Odoliński, polski reżyser filmowy
  - Amanda Tapping, kanadyjska aktorka
  - Satoshi Tajiri, japoński producent gier, założyciel Game Freak
  - Shania Twain, kanadyjska piosenkarka
  - Beata Woźna, polska siatkarka
- 29 sierpnia: 
  - Flávio Campos, brazylijski piłkarz, trener
  - Mariusz Kleszczewski, polski lekarz, samorządowiec, wicemarszałek województwa śląskiego
  - Will Perdue, amerykański koszykarz
  - Gerhard Rodax, austriacki piłkarz (zm. 2022)
  - Frances Ruffelle, brytyjska aktorka, wokalistka musicalowa
- 30 sierpnia – Anna Mikuła, polska botanik, profesor nauk biologicznych
- 31 sierpnia:
  - Daniel Bernhardt, szwajcarski aktor, mistrz sztuk walki
  - Zsolt Borkai, węgierski gimnastyk, prezydent miast Győr
  - Jaime Gomez, amerykański aktor
  - Margareta Keszeg, rumuńska lekkoatletka, biegaczka średniodystansowa pochodzenia węgierskiego
- 1 września:
  - Mercedes Calderón, kubańska siatkarka
  - André Kana-Biyik, kameruński piłkarz
  - Craig McLachlan, australijski aktor, piosenkarz, muzyk, kompozytor
  - Tibor Simon, węgierski piłkarz, trener (zm. 2002)
  - Nils Tavernier(inne języki), francuski aktor, reżyser filmowy
  - Ronny Teuber, niemiecki piłkarz, bramkarz, trener
- 2 września:
  - Andrea Lloyd-Curry, amerykańska koszykarka
  - Kamałudin Abdułdaudow, radziecki zapaśnik
  - Odair Miguel Gonsalves dos Santos, brazylijski duchowny katolicki
  - Lennox Lewis, brytyjski bokser
  - Katarzyna Milczarek-Jasińska, polska jeźdźczyni sportowa
  - Paweł Szkotak, polski psycholog, reżyser teatralny
- 3 września:
  - Stefan Dohr, niemiecki waltornista
  - Valentīna Gotovska, łotewska lekkoatletka, skoczkini w dal i wzwyż
  - Costas Mandylor, australijski aktor pochodzenia greckiego
  - Derek Redmond, brytyjski lekkoatleta, sprinter
  - Charlie Sheen, amerykański aktor
  - Carlos Simon, brazylijski sędzia piłkarski
- 4 września: 
  - Swietłana Buraga, białoruska lekkoatletka, wieloboistka
  - Marc Degryse, belgijski piłkarz
- 5 września – David Brabham, australijski kierowca wyścigowy
- 6 września:
  - Takumi Horiike, japoński piłkarz
  - Solveig Pedersen, norweska biegaczka narciarska
  - Elmadi Żabraiłow, kazachski zapaśnik
- 7 września:
  - Angela Gheorghiu, rumuńska śpiewaczka operowa (sopran)
  - Danny Harris, amerykański lekkoatleta, płotkarz
  - Zdzisława Kobylińska, polska filozof, etyk, nauczycielka akademicka, publicystka, polityk, poseł na Sejm RP
  - Lee Joon-hoo, południowokoreański łyżwiarz szybki, specjalista short tracku
  - Darko Panczew, macedoński piłkarz
  - Tomáš Skuhravý, czeski piłkarz
  - Andreas Thom, niemiecki piłkarz, trener
  - Joanna Trzepiecińska, polska aktorka, wokalistka
- 8 września: 
  - Marcia Gudereit, kanadyjska curlerka
  - Matt Ruff, amerykański pisarz
- 9 września:
  - Chip Esten, amerykański aktor, komik, piosenkarz
  - Jean-Louis Harel, francuski kolarz szosowy
  - Janusz Janowski, polski artysta malarz, teoretyk sztuki, muzyk
  - Erick Lonnis, kostarykański piłkarz, bramkarz
  - Dan Majerle, amerykański koszykarz
- 10 września: 
  - Fahad Al-Bishi, saudyjski piłkarz
  - Pierre Camara, francuski lekkoatleta, trójskoczek
  - Barbara Chrobak, polska urzędniczka, działaczka związkowa, polityk, poseł na Sejm RP
  - Atul Kulkarni, indyjski aktor
  - Pål Lydersen, norweski piłkarz
  - Dimityr Wasew, bułgarski piłkarz, trener
- 11 września: 
  - Baszszar al-Asad, syryjski wojskowy, polityk, prezydent Syrii
  - Jean-Philippe Fleurian, francuski tenisista
  - Fernando Gómez, hiszpański piłkarz
  - Paul Heyman, amerykański promotor wrestlingu, menedżer, komentator sportowy, dziennikarz, aktor
  - Kálmán Kovács, węgierski piłkarz
  - Moby, amerykański wokalista, muzyk, kompozytor
  - Graeme Obree, szkocki kolarz szosowy i torowy
  - Maria Spiraki, grecka dziennikarka, polityk
- 12 września:
  - Monique Feltgen, luksemburska pisarka
  - Silke Hörner, niemiecka pływaczka
  - Vernon Maxwell, amerykański koszykarz
  - Grzegorz Tomicki, polski poeta, krytyk literacki, literaturoznawca
- 13 września: 
  - Alojz Kovšca, słoweński polityk, przewodniczący Rady Państwa
  - Adam Krzesiński, polski florecista
  - Ludwik Sobolewski, polski prawnik
  - Zak Starkey, brytyjski perkusista, członek zespołów: The Who i Oasis
- 14 września:
  - Mark Dodd, amerykański piłkarz, bramkarz
  - Małgorzata Hajewska-Krzysztofik, polska aktorka, pedagog
  - Xavier Malle, francuski duchowny katolicki, biskup Gap
  - Dmitrij Miedwiediew, rosyjski prawnik, polityk, premier i prezydent Rosji
  - Michelle Stafford, amerykańska aktorka, scenarzystka i producentka filmowa
  - Lawon Wolski, białoruski gitarzysta, wokalista, członek zespołów: Mroja, Nowaje Nieba(inne języki), N.R.M., Krambambula i Zet
- 15 września:
  - Håkan Dahlby, szwedzki strzelec sportowy
  - Thomas Stangassinger, austriacki narciarz alpejski
- 16 września:
  - Katy Kurtzman, amerykańska aktorka, reżyserka, producentka i scenarzystka filmowa
  - Karl-Heinz Riedle, niemiecki piłkarz
- 17 września:
  - Kyle Chandler, amerykański aktor, reżyser i scenarzysta filmowy
  - Aleksander Gabelic, szwedzki prawnik, polityk pochodzenia chorwackiego
  - Yūji Naka, japoński twórca gier komputerowych
  - Ali Akbar Ostad-Asadi, irański piłkarz
  - Hubert Pallhuber, włoski kolarz górski
  - Guy Picciotto, amerykański wokalista, gitarzysta pochodzenia włoskiego, członek zespołów: Rites of Spring i Fugazi
  - Bryan Singer, amerykański reżyser, scenarzysta i producent filmowy pochodzenia żydowskiego
- 18 września: 
  - Renata Janik, polska polityk, poseł na Sejm RP, wicemarszałek województwa świętokrzyskiego
  - Wojciech Kudyba, polski poeta, krytyk i historyk literatury
  - Iwona Mielewczyk, polska nauczycielka, samorządowiec, członek zarządu województwa pomorskiego
- 19 września:
  - Piotr Dębowski, polski dziennikarz i komentator sportowy
  - Goldie, brytyjski didżej, producent muzyczny
  - Bernhard Gstrein, austriacki narciarz alpejski
  - Jean Harbor, amerykański piłkarz
  - Piotr Oszczanowski, polski historyk sztuki
  - Gilles Panizzi, francuski kierowca rajdowy
  - Francisco Sánchez Luna, hiszpański żeglarz sportowy
  - Tim Scott, amerykański polityk, senator
  - Tshering Tobgay, bhutański polityk, premier Bhutanu
  - Alexandra Vandernoot, belgijska aktorka
  - Sunita Williams, amerykańska komandor US Navy, pilotka wojskowa, astronautka
  - Katrina McClain Johnson, amerykańska koszykarka
- 20 września:
  - José Cobo Cano, hiszpański duchowny katolicki, biskup pomocniczy Madrytu, kardynał
  - Poul-Erik Høyer Larsen, duński badmintonista
  - Andrzej Romaniak, polski historyk
  - Robert Rusler, amerykański aktor
  - Joanna Siemieniuk, polska lekkoatletka, biegaczka średniodystansowa
- 21 września:
  - Lars Eriksson, szwedzki piłkarz, bramkarz
  - David Wenham, australijski aktor
- 22 września: 
  - Dan Bucatinsky, amerykański aktor, scenarzysta i producent filmowy i telewizyjny
  - Tony Drago, maltański snookerzysta
  - Robert Satcher, amerykański astronauta
  - Małgorzata Szegda, polska siatkarka
- 23 września: 
  - Aleqa Hammond, grenlandzka polityk, premier Grenlandii
  - Tom Malinowski, amerykański polityk, kongresman pochodzenia polskiego
  - Mark Woodforde, australijski tenisista
- 24 września: 
  - Anders Limpar, szwedzki piłkarz
  - Keiko Miyajima, japońska siatkarka
  - Sari Sarkomaa, fińska radiolog, polityk
  - Robert Siboldi, urugwajski piłkarz, bramkarz, trener
  - Valeriu-Andrei Steriu, rumuński ekonomista, polityk
- 25 września: 
  - Matt Battaglia, amerykański futbolista, aktor
  - Gordon Currie, kanadyjski aktor, reżyser, scenarzysta, producent i montażysta filmowy
  - Pia Hansen, szwedzka strzelczyni sportowa
  - Mariusz Kamiński, polski polityk, poseł na Sejm RP, szef CBA, minister spraw wewnętrznych i administracji
  - Scottie Pippen, amerykański koszykarz
  - Rob Schmidt, amerykański reżyser i scenarzysta filmowy
  - Amara Traoré, senegalski piłkarz, trener
- 26 września:
  - Helena Carreiras, portugalska socjolog, polityk
  - Lene Espersen, duńska polityk
  - Marcelo Ferreira, brazylijski żeglarz sportowy
  - Aleksiej Mordaszow, rosyjski przedsiębiorca
  - Petro Poroszenko, ukraiński przedsiębiorca, polityk, prezydent Ukrainy
- 27 września: 
  - Doug Chandler, amerykański motocyklista wyścigowy
  - Anna Dobrowolska, polska lekkoatletka, biegaczka średnio- i długodystansowa
  - Steve Kerr, amerykański koszykarz
  - Gela Ketaszwili, gruziński piłkarz, trener
  - Peter MacKay, kanadyjski polityk
  - Michael Oenning, niemiecki piłkarz, trener
  - Maria Schrader, niemiecka aktorka, reżyserka i scenarzystka filmowa
  - Roschdy Zem, francuski aktor, reżyser filmowy pochodzenia marokańskiego
- 28 września:
  - Éric Ciotti, francuski polityk i samorządowiec
  - Brian Bliss, amerykański piłkarz, trener
  - Ginger Fish, amerykański perkusista, członek zespołu Marilyn Manson
  - Bertalan Hajtós, węgierski judoka
  - Jaroslav Timko, słowacki piłkarz
- 29 września:
  - Grigorij Kirijenko, rosyjski szablista
  - Phylis Smith, brytyjska lekkoatletka, sprinterka
  - Predrag Spasić, serbski piłkarz
- 30 września:
  - Claudia Barainsky, niemiecka śpiewaczka operowa (sopran)
  - Robert Głąb, polski generał brygady
- 1 października:
  - Recep Çetin, turecki piłkarz
  - Andrea Gardini, włoski siatkarz
  - Andreas Keller, niemiecki hokeista na trawie
  - Mia Mottley, barbadoska polityk, premier Barbadosu
  - Ewa Żeleńska, polska siatkarka
- 2 października:
  - Darren Cahill, australijski tenisista
  - Macharbiek Chadarcew, uzbecki i rosyjski zapaśnik, polityk
  - Francesca Dellera, włoska aktorka, modelka
  - Dawid D’Or, izraelski śpiewak operowy (kontratenor), kompozytor
  - John Hart, amerykański pisarz
- 3 października:
  - Stanisław Karwat, polski piłkarz
  - Jan-Ove Waldner, szwedzki tenisista stołowy
- 4 października:
  - Wiktorija Burenok, ukraińska koszykarka
  - Þorgerður Katrín Gunnarsdóttir, islandzka polityk
  - Jewgienij Kaspierski, rosyjski ekspert w dziedzinie bezpieczeństwa informatycznego, przedsiębiorca
  - Fidel Nadal, argentyński muzyk reggae
  - Orlin Norris, amerykański bokser
  - Cécile Odin, francuska kolarka szosowa i torowa
  - Rykers Solomon, naurański polityk
  - Vittorio Viola, włoski duchowny katolicki, biskup Tortony
  - Micky Ward, amerykański bokser
- 5 października:
  - Terje Hauge, norweski sędzia piłkarski
  - Mario Lemieux, kanadyjski hokeista
  - Matthias Lindner, niemiecki piłkarz
  - Richey Reneberg, amerykański tenisista
  - Patrick Roy, kanadyjski hokeista, bramkarz, trener
  - Gregor Židan, słoweński piłkarz
- 6 października: 
  - Ladislav Dluhoš, czeski skoczek narciarski
  - Jürgen Kohler, niemiecki piłkarz, trener
  - Mateusz Pospieszalski, polski muzyk, członek zespołu Voo Voo
  - Steve Scalise, amerykański polityk, kongresman
- 7 października: 
  - Juul Ellerman, holenderski piłkarz
  - Wojciech Kaczmarczyk, polski urzędnik państwowy, wykładowca akademicki
- 8 października:
  - Matt Biondi, amerykański pływak
  - C.J. Ramone, amerykański basista, członek zespołu Ramones
  - Andrzej Wroński, polski zapaśnik
  - Bogdan Zalewski, polski zapaśnik
- 9 października – Dionicio Cerón, meksykański lekkoatleta, długodystansowiec
- 10 października:
  - François Amégasse, gaboński piłkarz
  - Marian Giertych, polski botanik
  - Toshi, japoński muzyk, wokalista, członek zespołów: X JAPAN i TOSHI with T-EARTH(inne języki)
- 11 października:
  - Jelena Czebukina, rosyjska siatkarka
  - Sean Patrick Flanery, amerykański aktor
  - Orlando Hernández, kubański baseballista
  - Julianne McNamara, amerykańska gimnastyczka
  - Thure Riefenstein, niemiecki aktor, scenarzysta, reżyser i filmowy, teatralny i telewizyjny
  - Rikishi, amerykański wrestler pochodzenia samoańskiego
  - Dariusz Starczewski(inne języki), polski aktor
  - Henriëtte Weersing, holenderska siatkarka
  - Nicola Zingaretti, włoski polityk, prezydent Lacjum
- 12 października:
  - Dan Abnett, brytyjski autor komiksów, pisarz
  - Henry Akinwande, brytyjski bokser pochodzenia nigeryjskiego
  - Maciej Łasicki, polski wioślarz
- 13 października:
  - Anton Doboș, rumuński piłkarz, trener
  - Mehmet Durakovic, australijski piłkarz, trener pochodzenia czarnogórskiego
  - Siarhiej Hierasimiec, białoruski piłkarz, trener pochodzenia ukraińskiego (zm. 2021)
  - Igor Jagupow, rosyjski szachista
  - Mirosław Kochalski, polski urzędnik, samorządowiec
  - Aleksandra Konieczna, polska aktorka, reżyserka teatralna
  - Johan Museeuw, belgijski kolarz szosowy
  - Krzysztof Paluszek, polski trener piłkarski
  - Marko Prezelj, słoweński alpinista, himalaista, przewodnik alpejski, ratownik górski
- 14 października: 
  - Steve Coogan, brytyjski aktor, komik, scenarzysta i producent filmowy
  - Jüri Jaanson, estoński wioślarz, polityk
  - Jacek Milewski, polski samorządowiec, przedsiębiorca, prezydent Nowej Soli
  - Małgorzata Osiej-Gadzina, polska aktorka
- 15 października: 
  - Dariusz Fornalak, polski piłkarz, trener
  - Mirosław Karolczuk, polski samorządowiec, burmistrz Augustowa
  - Andrzej Rudy, polski piłkarz
  - Dariusz Sońta, polski polityk, poseł na Sejm RP
- 16 października: 
  - Lisa Bonder-Kreiss, amerykańska tenisistka
  - Elin Dølor, norweska lekkoatletka, tyczkarka
  - Arystarch (Jacurin), rosyjski biskup prawosławny
  - Karsten Rasmussen, duński szachista
- 17 października:
  - Sanjay Kapoor, indyjski aktor
  - Andrzej Mikosz, polski prawnik, polityk, minister skarbu państwa
- 18 października:
  - Andrea Del Boca, argentyńska aktorka, piosenkarka
  - Mario de Marco, maltański polityk
  - Dave Silk, amerykański łyżwiarz szybki
  - Curtis Stigers, amerykański muzyk, autor tekstów, wokalista jazzowy
  - Gierman Titow, rosyjski hokeista, trener
- 19 października:
  - Brad Daugherty, amerykański koszykarz
  - Kelvin Deaker, nowozelandzki sędzia rugby union
  - Marzena Kipiel-Sztuka, polska aktorka (zm. 2024)
  - Piotr Misztal, polski polityk
- 20 października:
  - Vicente Engonga, hiszpański piłkarz, trener pochodzenia gwinejskiego
  - Michaił Sztalenkow, rosyjski hokeista, bramkarz, trener
- 21 października:
  - Thomas Bagger, niemiecki dyplomata
  - Kevin Coleman, amerykański perkusista, członek zespołu Smash Mouth
  - Christopher Duplanty, amerykański piłkarz wodny
  - Jon Andoni Goikoetxea, hiszpański piłkarz narodowości baskijskiej
- 22 października: 
  - Valeria Golino, włoska aktorka, modelka
  - Piotr Wiwczarek, polski gitarzysta, wokalista, producent muzyczny, członek zespołu Vader
- 23 października: 
  - Augusten Burroughs, amerykański pisarz
  - Askar Mamin, kazachski polityk, premier Kazachstanu
  - Tomasz Tywonek, polski dziennikarz, rzecznik prasowy rządu
  - Andrzej Woźniak, polski piłkarz, bramkarz, trener
  - Andreas Zülow, niemiecki bokser
- 24 października:
  - Zsuzsa Bánk, niemiecka pisarka pochodzenia węgierskiego
  - Benzino, amerykański raper
  - Zoran Mikulić, chorwacki piłkarz ręczny
- 25 października:
  - Mathieu Amalric, francuski aktor, reżyser i scenarzysta filmowy
  - Valdir Benedito, brazylijski piłkarz
  - Dominique Herr, szwajcarski piłkarz
  - Rainer Strecker, niemiecki aktor
- 26 października: 
  - Joachim Paul Assböck, niemiecki aktor
  - Aline Batailler, francuska judoczka
  - Stanisław Kruczek, polski samorządowiec, członek zarządu województwa podkarpackiego
  - Alexandra Mařasová, słowacka narciarka alpejska
  - Kelly Rowan, kanadyjska aktorka
  - Renato Travaglia, włoski kierowca rajdowy
- 27 października: 
  - Cindy Eckert, amerykańska wioślarka
  - Mauro Gambetti, włoski duchowny katolicki, kardynał
  - Grzegorz Hajdarowicz, polski przedsiębiorca, producent filmowy, wydawca
  - Oleg Kotow, rosyjski pułkownik wojsk powietrznych, lekarz, kosmonauta
  - Atlee Mahorn, kanadyjski lekkoatleta, sprinter pochodzenia jamajskiego
  - Michael O’Connor, brytyjski kostiumograf
- 28 października: 
  - Jami Gertz, amerykańska aktorka
  - Günther Huber, włoski bobsleista
  - Bogusław Machaliński, polski profesor nauk medycznych
  - Piotr Mochnaczewski, polski ekonomista, poseł na Sejm RP
  - Franck Sauzée, francuski piłkarz, trener
  - Piotr Semka, polski dziennikarz, publicysta
- 29 października: 
  - Eddy Huntington, brytyjski piosenkarz Italo disco
  - Tiff Lacey, brytyjska piosenkarka, autorka tekstów, pisarka, malarka
  - Aleksandra Nawe, polska pianistka, kameralistka, pedagog
  - Zoran Stawrewski, macedoński polityk
  - Paul Stewart, brytyjski kierowca wyścigowy
- 30 października:
  - J. Paul Boehmer, amerykański aktor
  - Kevin Edwards, amerykański koszykarz
  - Francisco Gonzalez, amerykański aktor pochodzenia portorykańskiego
  - Jacek Masłowski, polski poeta, prozaik, autor tekstów piosenek
  - Tania Ortiz, kubańska siatkarka
  - Sampath Perera, lankijski piłkarz, trener
  - Gavin Rossdale, brytyjski gitarzysta, wokalista, aktor pochodzenia żydowskiego, członek zespołów: Bush i Institute
  - Zaza Uruszadze, gruziński reżyser i scenarzysta filmowy (zm. 2019)
- 31 października:
  - Blue Edwards, amerykański koszykarz
  - Roger Feutmba, kameruński piłkarz
  - Ruud Hesp, holenderski piłkarz, bramkarz
  - Denis Irwin, irlandzki piłkarz
  - Iryna Jatczanka, białoruska lekkoatletka, dyskobolka
- 1 listopada:
  - Olaf Hampel, niemiecki bobsleista
  - Wojciech Kowalczyk, polski menedżer, ekonomista, urzędnik państwowy
  - Aniela Nikiel, polska lekkoatletka, biegaczka długodystansowa
  - Grzegorz Tobiszowski, polski samorządowiec, polityk, poseł na Sejm RP, eurodeputowany
- 2 listopada:
  - Paweł Adamowicz, polski prawnik, polityk, samorządowiec, prezydent Gdańska (zm. 2019)
  - Shah Rukh Khan, indyjski aktor
  - Romana Tomc, słoweńska ekonomistka, polityk
- 3 listopada:
  - Ann Scott, francuska pisarka
  - Alex Tobin, australijski piłkarz
- 4 listopada: 
  - Ana Paula Martins, hiszpańska farmaceutka, polityk
  - Monique Parent, amerykańska aktorka erotyczna
  - Agata Rymarowicz, polska piosenkarka
  - Milind Soman, indyjski aktor, producent filmowy
  - Kiersten Warren, amerykańska aktorka
- 5 listopada: 
  - Andrew Crosby, kanadyjski wioślarz
  - Grzegorz Emanuel, polski aktor, reżyser teatralny
  - Peter Kjær, duński piłkarz, bramkarz
  - Luis Ortíz, portorykański bokser
  - Manushaqe Shehu, albańska generał
- 6 listopada: 
  - Joanna Jaśkowiak, polska prawnik, notariuszka, działaczka samorządowa, polityk, poseł na Sejm RP
  - Siim-Valmar Kiisler, estoński samorządowiec, polityk
  - Balázs Mihályfi, węgierski aktor
  - Michael Tritscher, austriacki narciarz alpejski
- 7 listopada:
  - Mike Henry, amerykański piosenkarz, komik, aktor głosowy
  - Tomasz Merta, polski historyk, urzędnik państwowy (zm. 2010)
  - Juan Pablo Shuk, kolumbijski aktor
  - Thibault Verny, francuski duchowny katolicki, biskup pomocniczy Paryża
  - Sigrun Wodars, niemiecka lekkoatletka, biegaczka średniodystansowa
- 8 listopada: 
  - Craig Chester, amerykański aktor, reżyser i scenarzysta filmowy
  - Mini Jakobsen, norweski piłkarz
  - Václav Kahuda, czeski pisarz (zm. 2023)
  - Jędrzej Kodymowski, polski muzyk, wokalista, kompozytor, członek zespołu Apteka
  - Robert Tappan Morris, amerykański informatyk
- 9 listopada: 
  - Teognost (Dmitrijew), rosyjski biskup prawosławny
  - Kerstin Förster, niemiecka wioślarka
  - Bryn Terfel Jones, walijski śpiewak operowy (bas-baryton)
  - Małgorzata Krzysica, polska aktorka
  - Krzysztof Kusiel-Moroz, polski dyrygent, kompozytor, pedagog
- 10 listopada:
  - Jonas Åkerlund, szwedzki reżyser teledysków
  - Heiko Antoniewicz, niemiecki kucharz
  - Luigi Roberto Cona, włoski duchowny katolicki, nuncjusz apostolski
  - Michaela Gerg, niemiecka narciarka alpejska
  - Gary Holmes, kanadyjski zapaśnik
  - Eddie Irvine, brytyjski kierowca wyścigowy
- 11 listopada:
  - Kåre Ingebrigtsen, norweski piłkarz, trener
  - Ruthie Matthes, amerykańska kolarka górska i szosowa
  - Stefan Schwarzmann, niemiecki perkusista, członek zespołu Accept
  - Marek Stebnicki, polski hokeista, działacz sportowy
- 12 listopada: 
  - Konstanty Dinos, muzyk, w latach 1986–1987 klawiszowiec zespołu Papa Dance
  - Andrzej Kobyliński, polski duchowny katolicki, filozof, etyk
  - Juan Montiel, urugwajski bokser
  - Maciej Niżynski, polski szachista
  - Renatus Nkwande, tanzański duchowny katolicki, arcybiskup metropolita Mwanzy
- 13 listopada: 
  - Oliver Kreuzer, niemiecki piłkarz
  - Robert Moskwa, polski aktor
  - Željko Petrović, czarnogórski piłkarz, trener
  - José Manuel de la Torre, meksykański piłkarz, trener
- 14 listopada: 
  - Edwin Bendyk, polski dziennikarz
  - Stefan Gehrold, niemiecki polityk
  - Cornelis Visser, holenderski rolnik, polityk
  - Li Yong-ae, północnokoreańska lekkoatletka, skoczkini w dal
- 15 listopada:
  - Nigel Bond, angielski snookerzysta
  - Veronica Cochelea-Cogeanu, rumuńska wioślarka
  - Ilgar Mamiedow, rosyjski florecista
  - Robert Pecl, austriacki florecista
  - Rachmat Sofiadi, bułgarski zapaśnik
- 16 listopada:
  - Mika Aaltonen, fiński piłkarz
  - Dave Kushner, amerykański gitarzysta, członek zespołu Velvet Revolver
  - Isaac Zida, burkiński podpułkownik, polityk, premier i p.o. prezydenta Burkiny Faso
- 17 listopada:
  - Pam Bondi, amerykańska prawniczka i polityczka
  - Grant Connell, kanadyjski tenisista
  - Winthrop Graham, jamajski lekkoatleta, płotkarz i sprinter
- 18 listopada:
  - Michael Crummey, kanadyjski poeta, prozaik
  - Greg Hunt, australijski polityk
  - Jacek Ziober, polski piłkarz
- 19 listopada: 
  - Krzysztof Banasik, polski muzyk, kompozytor, członek zespołów: Armia, Stan Zvezda i Kult
  - Laurent Blanc, francuski piłkarz, trener
  - Małgorzata Bystroń, polska spadochroniarka, instruktorka spadochronowa (zm. 2017)
  - Nelson Carmichael, amerykański narciarz dowolny
  - Pierre-Marie Hilaire, francuski lekkoatleta, sprinter
- 20 listopada:
  - Michael Diamond, amerykański muzyk, kompozytor, autor tekstów, członek zespołu Beastie Boys
  - Sen Dog, amerykański raper
  - Jimmy Vasser, amerykański kierowca wyścigowy
- 21 listopada:
  - Björk, islandzka piosenkarka, aktorka tekstów, kompozytorka, producentka filmowa, aktorka
  - Alexander Siddig, brytyjski aktor pochodzenia sudańskiego
  - Wojciech Żogała, polski scenograf filmowy
- 22 listopada: 
  - Chiquinho Conde, mozambicki piłkarz
  - Vincent Guérin, francuski piłkarz
  - Mads Mikkelsen, duński aktor
  - Peter Safran, brytyjsko-amerykański producent filmowy i menedżer
- 23 listopada:
  - Michael Brainard, amerykański aktor, producent i scenarzysta filmowy
  - Catharina Elmsäter-Svärd, szwedzka działaczka samorządowa, polityk
  - Don Frye, amerykański zawodnik sztuk walki, wrestler, aktor
  - Ołeksandr Iwanow, ukraiński piłkarz, trener
  - Rodion Gataullin, rosyjski lekkoatleta, tyczkarz
  - Zbigniew Kaźmierczak, polski filozof, wykładowca akademicki
  - Sergio Vázquez, argentyński piłkarz
  - Ron Waterman, amerykański wrestler, zawodnik MMA
- 24 listopada:
  - Anna Bałchan, polska zakonnica, działaczka społeczna
  - Rui Barros, portugalski piłkarz
  - Tommy Boyd, szkocki piłkarz
  - Marek Chocian, polski żeglarz sportowy, trener
  - Shirley Henderson, brytyjska aktorka
- 25 listopada:
  - David Kelly, irlandzki piłkarz
  - Lucyna Podhalicz, polska menedżer, urzędniczka samorządowa, polityk, wicewojewoda podkarpacki
  - Dougray Scott, szkocki aktor
- 26 listopada:
  - Leszek Jańczuk, polski biblista, duchowny, tłumacz i poliglota
  - Peter Konyegwachie, nigeryjski bokser
  - Serhij Kwit, ukraiński dziennikarz, filolog, filozof, polityk
  - Thomas Schroll, austriacki bobsleista
  - Joanna Smolarek, polska lekkoatletka, sprinterka
  - Des Walker, angielski piłkarz
- 27 listopada:
  - Rachida Dati, francuska prawnik, polityk pochodzenia marokańsko-algierskiego
  - Raffaella Reggi, włoska tenisistka
- 28 listopada:
  - Kirił Georgiew, bułgarski szachista
  - Octavio Mora, meksykański piłkarz
  - Matt Williams, amerykański baseballista
- 29 listopada: 
  - Tymon Chmielecki, polski duchowny katolicki, arcybiskup, nuncjusz apostolski
  - Manfred Trenz, niemiecki przedsiębiorca, informatyk, grafik, projektant gier komputerowych
- 30 listopada:
  - Akishino, japoński książę
  - Aldair, brazylijski piłkarz
  - Marek Cebula, polski polityk, samorządowiec, poseł na Sejm RP, burmistrz Krosna Odrzańskiego
  - David Laws, brytyjski polityk
  - Ben Stiller, amerykański aktor, reżyser i producent filmowy, pisarz
- 1 grudnia: 
  - Jacqueline Alex, niemiecka pływaczka
  - Bob Cicherillo, amerykański kulturysta
  - Zbigniew Dolata, polski nauczyciel, polityk, poseł na Sejm RP
  - Louise Robinson, brytyjska kolarka przełajowa i górska
  - Astrid Schop, holenderska kolarka szosowa i torowa
- 2 grudnia: 
  - Edgar Aristizábal Quintero, kolumbijski duchowny katolicki, biskup Yopal
  - Cenaida Uribe, peruwiańska siatkarka
  - Bogdan Wawrzynowicz, polski basista
- 3 grudnia:
  - Barbara Garrick, amerykańska aktorka
  - Tomasz Hudziec, polski aktor
  - Andrew Stanton, amerykański aktor dubbingowy, reżyser, producent i scenarzysta filmowy
  - Katarina Witt, niemiecka łyżwiarka figurowa
- 4 grudnia: 
  - Carlos Carvalhal, portugalski trener piłkarski
  - Álex de la Iglesia, hiszpański reżyser i scenarzysta filmowy
  - Ulf Kirsten, niemiecki piłkarz
  - Paweł Łoziński, polski reżyser filmów dokumentalnych
- 5 grudnia:
  - Carlton Palmer, angielski piłkarz, trener
  - Johnny Rzeznik, amerykański gitarzysta, wokalista, autor tekstów, kompozytor, producent muzyczny pochodzenia polskiego, członek zespołu Goo Goo Dolls
  - Walerij Spicyn, rosyjski lekkoatleta, chodziarz
- 6 grudnia:
  - Gordon Durie, szkocki piłkarz
  - Rafael Ferro, argentyński aktor
  - Lidia Jazgar, polska piosenkarka, dziennikarka radiowa
  - Ewa Kowalczyk, polska florecistka, szpadzistka
- 7 grudnia: 
  - Petra Buzková, czeska prawnik, polityk
  - Peter Draisaitl, niemiecki hokeista, trener pochodzenia czeskiego
  - Colin Hendry, szkocki piłkarz, trener
  - Teruyuki Kagawa, japoński aktor
  - Blair Telford, nowozelandzki bobsleista, olimpijczyk
  - Jeffrey Wright, amerykański aktor
- 8 grudnia:
  - Easy Mo Bee, amerykański producent muzyczny
  - Piotr Pilch, polski nauczyciel, polityk, wicewojewoda podkarpacki
  - Tomasz Słaboszowski, polski prawnik, urzędnik państwowy
  - Teresa Weatherspoon, amerykańska koszykarka, trenerka
- 9 grudnia:
  - Gheorghe Mihali, rumuński piłkarz
  - Tommi Paavola, fiński piłkarz, trener
- 10 grudnia:
  - Sławczo Binew, bułgarski taekwondzista, przedsiębiorca, polityk
  - Kim Kyung-soon, południowokoreańska piłkarka ręczna
  - Hippolyt Kempf, szwajcarski kombinator norweski
  - Stephanie Morgenstern, szwajcarsko-kanadyjska aktorka, scenarzystka i reżyserka telewizyjno-filmowa
  - Michal Šanda, czeski poeta, prozaik
- 11 grudnia: 
  - Jolanta Barska, polska lekkoatletka, samorządowiec, burmistrz Nysy
  - Waldemar Cudzik, polski aktor
  - Piotr Oliński, polski historyk
- 12 grudnia: 
  - Alessandra Acciai, włoska aktorka
  - Ricardo Altamirano, argentyński piłkarz
  - Wojciech Kościelniak, polski aktor, reżyser teatralny
  - Laura Tavares, amerykańska biathlonistka
  - Tytus Wojnowicz, polski oboista
- 13 grudnia:
  - María Dolores de Cospedal, hiszpańska polityk
  - Zbigniew Spruch, polski kolarz szosowy
  - Grzegorz Wagner, polski siatkarz
- 14 grudnia: 
  - Aljoša Asanović, chorwacki piłkarz
  - Craig Biggio, amerykański baseballista
  - Sulajman Abu Ghajs, kuwejcki terrorysta
  - Ted Raimi, amerykański aktor
  - Piotr Szeligowski, polski karateka, trener
- 15 grudnia:
  - Joanna Jeżewska, polska aktorka
  - Pat O’Brien, amerykański gitarzysta, kompozytor, członek zespołów: Nevermore i Cannibal Corpse
  - Wojciech Stamm, polski poeta, prozaik, dramaturg, reżyser teatralny, performer, dziennikarz
  - José Tolentino Mendonça, portugalski duchowny katolicki, kardynał
- 16 grudnia:
  - Romallis Ellis, amerykański bokser
  - Anna Lis-Święty, polska dermatolog, doktor habilitowany nauk medycznych (zm. 2022)
  - Park Si-hun, południowokoreański bokser
- 17 grudnia: 
  - François Gachet, francuski kolarz górski
  - Jeff Grayer, amerykański koszykarz
  - Dorota Kaduszkiewicz, polska lekkoatletka, skoczkini wzwyż
  - Ihor Kutiepow, ukraiński piłkarz, bramkarz, trener
  - Jasna Šekarić, serbska strzelczyni sportowa
- 18 grudnia:
  - Shawn Christian, amerykański aktor
  - Igor Milanović, serbski piłkarz wodny
  - Brian Walton, kanadyjski kolarz torowy, szosowy i przełajowy
  - Albert Wójciak, polski koszykarz
- 19 grudnia: 
  - Adam Fiedler, polski koszykarz
  - Gendos, tuwiński artysta, szaman, muzyk (zm. 2015)
  - Jorge Paixão, portugalski piłkarz, trener
- 21 grudnia:
  - Andy Dick, amerykański aktor, komik
  - Anke Engelke, niemiecka aktorka komediowa
  - Andrzej Kobylarz, polski przedsiębiorca, polityk, poseł na Sejm RP
  - Jyri Pelkonen, fiński kombinator norweski
  - Cem Özdemir, niemiecki polityk pochodzenia tureckiego
  - Tomasz Vetulani, polski malarz, rysownik, rzeźbiarz
- 22 grudnia: 
  - David S. Goyer, amerykański reżyser, scenarzysta i producent filmowy pochodzenia żydowskiego
  - Luis Islas, argentyński piłkarz, bramkarz
  - Sergi López, hiszpański aktor
  - Bryan Shelton, amerykański tenisista
  - Urszula Włodarczyk, polska lekkoatletka, wieloboistka
- 23 grudnia: 
  - Carlos María Domínguez, argentyński duchowny katolicki biskup pomocniczy San Juan de Cuyo
  - Slađan Stojković, serbski koszykarz
- 24 grudnia:
  - Marek Grzywacz, polski piłkarz, bramkarz
  - Marcus Sorg, niemiecki piłkarz, trener
- 25 grudnia:
  - Ed Davey, brytyjski ekonomista, polityk
  - Paul Emordi, nigeryjski lekkoatleta, skoczek w dal i trójskoczek
  - Janusz Faron, polski architekt
  - Reto Götschi, szwajcarski bobsleista
  - Václav Korunka, czeski biegacz narciarski
  - Dmitrij Mironow, rosyjski hokeista
  - Wioletta Sobieraj, polska pisarka
- 26 grudnia:
  - Mazinho, brazylijski piłkarz
  - József Navarrete, węgierski szablista pochodzenia kubańskiego
- 27 grudnia – Salman Khan, indyjski aktor
- 28 grudnia:
  - Dražen Biškup, chorwacki piłkarz, trener
  - Kazuo Echigo, japoński piłkarz
  - Giovanni Intini, włoski duchowny katolicki, biskup Tricarico
  - Allar Levandi, estoński kombinator norweski
  - Michael E. Mann, amerykański klimatolog
- 29 grudnia:
  - Dariusz Bereski, polski aktor, poeta
  - Dexter Holland, amerykański wokalista, gitarzysta, członek zespołu The Offspring
  - John Newton, amerykański aktor
- 30 grudnia:
  - David Baker, brytyjski kolarz górski i przełajowy
  - Fabián Cancelarich, argentyński piłkarz, bramkarz (zm. 2024)
  - Essam Abd Elfatah, egipski sędzia piłkarski
  - Łukasz Karwowski, polski reżyser, scenarzysta i producent filmowy
  - Tomasz Strahl, polski wiolonczelista
  - Zbigniew Woźniak, polski artysta fotograf, fotoreporter
- 31 grudnia:
  - Tony Dorigo, angielski piłkarz pochodzenia australijskiego
  - Gong Li, chińska aktorka
  - Daniel Guzmán, meksykański piłkarz, trener
  - Nicholas Sparks, amerykański pisarz
  - Jeff Williams, amerykański lekkoatleta, sprinter
- data dzienna nieznana: 
  - Tadeusz Czekalski, polski historyk
  - Jacek Misiurewicz, polski elektronik
  - Sławomir Sprawski, polski historyk
  - Stanisław Turlej, polski historyk

## Zdarzenia astronomiczne
- 30 maja – całkowite zaćmienie Słońca
- Odkrycie mikrofalowego promieniowania tła

## Nagrody Nobla
- z fizyki – Shin’ichirō Tomonaga, Julian Schwinger, Richard Feynman
- z chemii – Robert Woodward
- z medycyny – François Jacob, André Michel Lwoff, Jacques Monod
- z literatury – Michaił Szołochow
- nagroda pokojowa – UNICEF

## Święta ruchome
- Tłusty czwartek: 25 lutego
- Ostatki: 2 marca
- Popielec: 3 marca
- Niedziela Palmowa: 11 kwietnia
- Wielki Czwartek: 15 kwietnia
- Pamiątka śmierci Jezusa Chrystusa: 16 kwietnia
- Wielki Piątek: 16 kwietnia
- Wielka Sobota: 17 kwietnia
- Wielkanoc: 18 kwietnia
- Poniedziałek Wielkanocny: 19 kwietnia
- Wniebowstąpienie Pańskie: 27 maja
- Zesłanie Ducha Świętego: 6 czerwca
- Boże Ciało: 17 czerwca